# Occupazione della Danimarca
All'inizio della seconda guerra mondiale, nel settembre 1939, la Danimarca si dichiarò neutrale. Per la maggior parte della guerra, il paese fu un protettorato e poi un territorio occupato della Germania nazista. La decisione di occupare la Danimarca fu presa a Berlino il 17 dicembre 1939. Il 9 aprile 1940, la Germania invase la Danimarca nella parte meridionale dell'operazione Weserübung, ottenendo la resa e l'inizio dell'occupazione della Danimarca dopo poche ore di combattimenti. Il governo e il re danesi continuarono a esistere in modo relativamente normale, in cambio di una blanda collaborazione con i tedeschi, con il Paese che fu un protettorato de facto fino al 29 agosto 1943, quando la Germania, in risposta alla crescente opposizione delle autorità danesi, pose la Danimarca sotto l'occupazione militare diretta, che durò fino a 3 giorni prima della resa tedesca, il 5 maggio 1945. Contrariamente alla situazione in altri paesi sotto l'occupazione tedesca, la maggior parte delle istituzioni danesi continuò a funzionare in modo relativamente normale fino al 1945. Sia il governo danese che il re rimasero nel paese in un rapporto difficile tra un sistema democratico ed uno totalitario fino al 1943, quando il governo danese si dimise per protesta contro le richieste tedesche che includevano l'istituzione della pena di morte per sabotaggio.
Circa 3 000 danesi morirono come diretta conseguenza dell'occupazione. Inoltre, 2 000 volontari del Frikorps Danmark e delle Waffen SS, per la maggior parte provenienti dalla minoranza tedesca della Danimarca meridionale, morirono combattendo sul fronte orientale mentre 1 072 marinai mercantili morirono al servizio degli Alleati. Nel complesso, la Danimarca ebbe un tasso di mortalità molto basso rispetto ad altri Paesi occupati e quelli belligeranti. Una minoranza dei danesi scelsero di collaborare con i nazisti durante l'occupazione unendosi al Partito Nazionalsocialista dei Lavoratori di Danimarca (che ottenne solo il 2% dei voti alle elezioni danesi del 1943 nonostante il sostegno tedesco), ai corpi Schalburg, HIPO e al gruppo Peter (spesso con una notevole sovrapposizione tra i partecipanti dei diversi gruppi). In Danimarca, il periodo dell'occupazione è noto come Besættelsen (in danese "occupazione" o "possesso").
Un movimento di resistenza antinazista si sviluppò nel corso della guerra, resistendo pacificamente fino al 1943 e anche con azioni militari negli ultimi 2 anni del conflitto, e la maggior parte degli ebrei danesi vennero salvati ed inviati nella Svezia neutrale nel 1943, quando le autorità tedesche ordinarono il loro internamento come parte dell'Olocausto.

## La stasi sul fronte occidentale
Dopo la fine delle operazioni ad est contro la Polonia, avvenuta il 6 ottobre 1939, Adolf Hitler aveva lanciato messaggi di pace alla Francia ed al Regno Unito, le quali, a seguito dell'invasione della Polonia, avevano consegnato alla Germania le rispettive dichiarazioni di guerra, ma le proposte tedesche furono decisamente respinte dai Primi ministri Édouard Daladier e Neville Chamberlain l'11 ed il 12 ottobre.
Il periodo che seguì vide una preparazione da ambo le parti per l'inizio di un'offensiva terrestre tedesca sul fronte occidentale, preparazione che fu tuttavia priva di significative operazioni, tanto da essere passata alla storia come la strana guerra. Il Consiglio Supremo Alleato decise di presidiare la linea Mosa-Anversa in caso di attacco tedesco attraverso il Belgio.
La Germania, con la direttiva n. 6 del 6 ottobre 1939, stabilì i piani di invasione della Francia, utilizzando la medesima strategia messa in atto durante la prima guerra mondiale, ossia la violazione della neutralità del Belgio e dei Paesi Bassi, piani che vennero tuttavia scoperti dalle autorità belghe il 10 gennaio 1940, a seguito di un incidente aereo che permise il recupero dei documenti segreti relativi al cosiddetto "caso giallo"; tuttavia anche a fronte di questo importante ritrovamento il Belgio non permise alle truppe inglesi e francesi l'attraversamento del confine per non offrire un casus belli alla Germania.
Più intensa fu l'attività sui mari: i tedeschi condussero una massiccia operazione di posa di mine magnetiche sulle rotte che portavano agli approdi per le navi inglesi, la corazzata tascabile Admiral Graf Spee si autoaffondò nell'estuario del Río de la Plata, ritenendo impossibile uno scontro con forze navali inglesi erroneamente ritenute superiori, dopo una serie di nove affondamenti di naviglio mercantile nell'Oceano Atlantico, e sempre più intensa si proponeva l'attività degli U-Boot.

## La situazione nella primavera del 1940
A metà di gennaio del 1940 Hitler decise, a causa delle difficoltà e del tempo necessario per spostare le divisioni e per la formazione di nuove unità corazzate, di rimandare alla primavera l'attacco ad occidente. Contemporaneamente, sia gli alleati che la Germania cominciarono a pensare a un attacco nella penisola scandinava; i primi per impedire ai mercantili tedeschi di costeggiare in sicurezza la Norvegia, rendendo difficoltoso l'approvvigionamento del ferro e del nichel provenienti dalla Svezia e dal nord della Norvegia, nazioni che avevano chiaramente manifestato la propria neutralità al conflitto; mentre i secondi intesero sia assicurarsi la protezione delle rotte navali, sia garantirsi dal pericolo che sarebbe derivato da un'occupazione britannica della Norvegia.
Il casus belli avvenne il 16 febbraio a seguito dell'incidente dell'Altmark: il vascello tedesco Altmark venne abbordato nello Jøssingfjord, ossia in acque territoriali norvegesi, dal cacciatorpediniere inglese HMS Cossack che, grazie alla sua azione, permise la liberazione di circa 300 prigionieri inglesi che si trovavano sulla nave, causando la morte di sette marinai tedeschi; alle proteste della Norvegia per la violazione delle sue acque territoriali l'Inghilterra rispose lamentando l'atteggiamento miope del governo di Oslo mentre il Führer accusò apertamente il paese scandinavo di connivenza con gli inglesi, a dispetto dei loro propositi di neutralità, decidendo definitivamente di dare il via all'operazione Weserübung (Unternehmen Weserübung), l'attacco alla Norvegia, passando attraverso l'occupazione della Danimarca le cui direttive furono preparate il 19 febbraio e completate ai primi di marzo.
Il 13 marzo ebbe termine la guerra d'inverno tra Finlandia ed Unione Sovietica mentre in Francia ed in Inghilterra avvennero importanti cambiamenti in seno ai rispettivi Governi: in Francia, il 20 marzo, Paul Reynaud divenne primo ministro al posto di Édouard Daladier, formando un governo di guerra, ed in Inghilterra, il 3 aprile, Winston Churchill venne chiamato a presiedere il comitato dei ministri di difesa; in precedenza, il 28 marzo, il comando interalleato aveva ordinato di minare le acque costiere norvegesi e di occupare, dal 5 aprile, i porti della Norvegia occidentale, ed il futuro primo ministro inglese ottenne il consenso del governo per la posa delle mine nelle acque della Norvegia.
Ai primi di aprile la situazione iniziò a delinearsi: un contingente anglo-francese, originariamente organizzato per un aiuto mai realizzatosi alla Finlandia per il suo conflitto contro l'Unione Sovietica ormai conclusosi, salpò il giorno 7 alla volta della Norvegia ed il giorno dopo gli alleati informarono il Governo di Oslo della avvenuta posa delle mine nelle sue acque; il 6 aprile i primi contingenti tedeschi, a bordo di mercantili debitamente camuffati, avevano cominciato a dirigersi verso i porti norvegesi. Anche se l'esercito danese era stato avvisato dell'attacco, il permesso di preparare posizioni difensive venne negato e il governo di Copenaghen non volle dare ai tedeschi alcuna risposta diplomatica.

## L'invasione

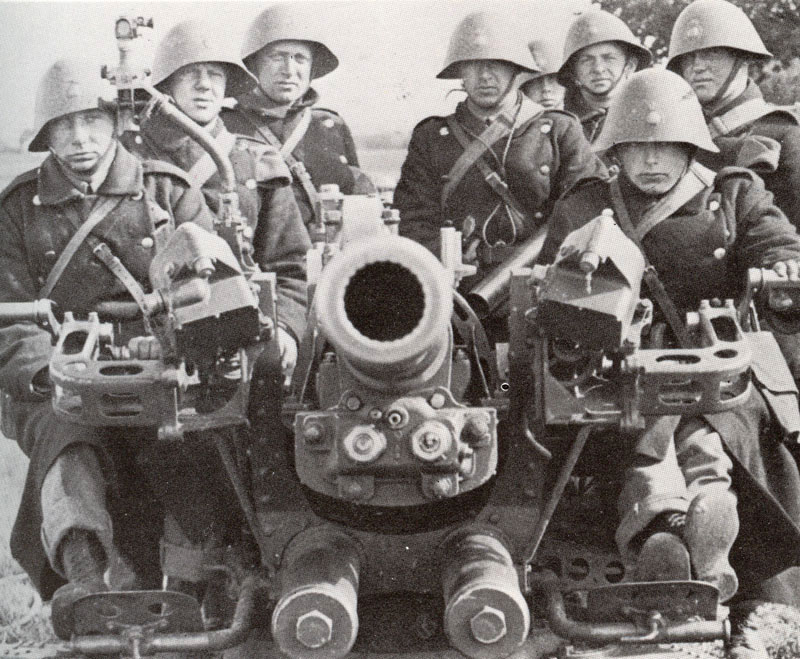
Soldati danesi accanto ad un cannone antiaereo, 1940. Tutti indossano il caratteristico elmetto danese.

Alle 4:15 del mattino del 9 aprile 1940, le forze tedesche attraversarono il confine con la Danimarca neutrale. In un'operazione coordinata, le navi tedesche iniziarono a sbarcare truppe ai moli di Copenaghen. Sebbene in inferiorità numerica e scarsamente equipaggiati, i soldati danesi in diverse parti del paese opposero resistenza, in particolare la Guardia Reale a Copenaghen e le unità nello Jutland meridionale. All'inizio dell'invasione, gli aerei tedeschi lanciarono i famigerati volantini OPROP! su Copenaghen, invitando i danesi ad accettare pacificamente l'occupazione tedesca e affermando che la Germania aveva occupato la Danimarca per proteggerla da Gran Bretagna e Francia. Il colonnello Lunding dell'ufficio di intelligence dell'esercito danese confermò successivamente che l'intelligence danese sapeva che l'attacco sarebbe avvenuto l'8 o il 9 aprile e aveva avvertito il governo di conseguenza. L'ambasciatore danese in Germania, Herluf Zahle, emise un avvertimento simile che venne anch'esso ignorato.

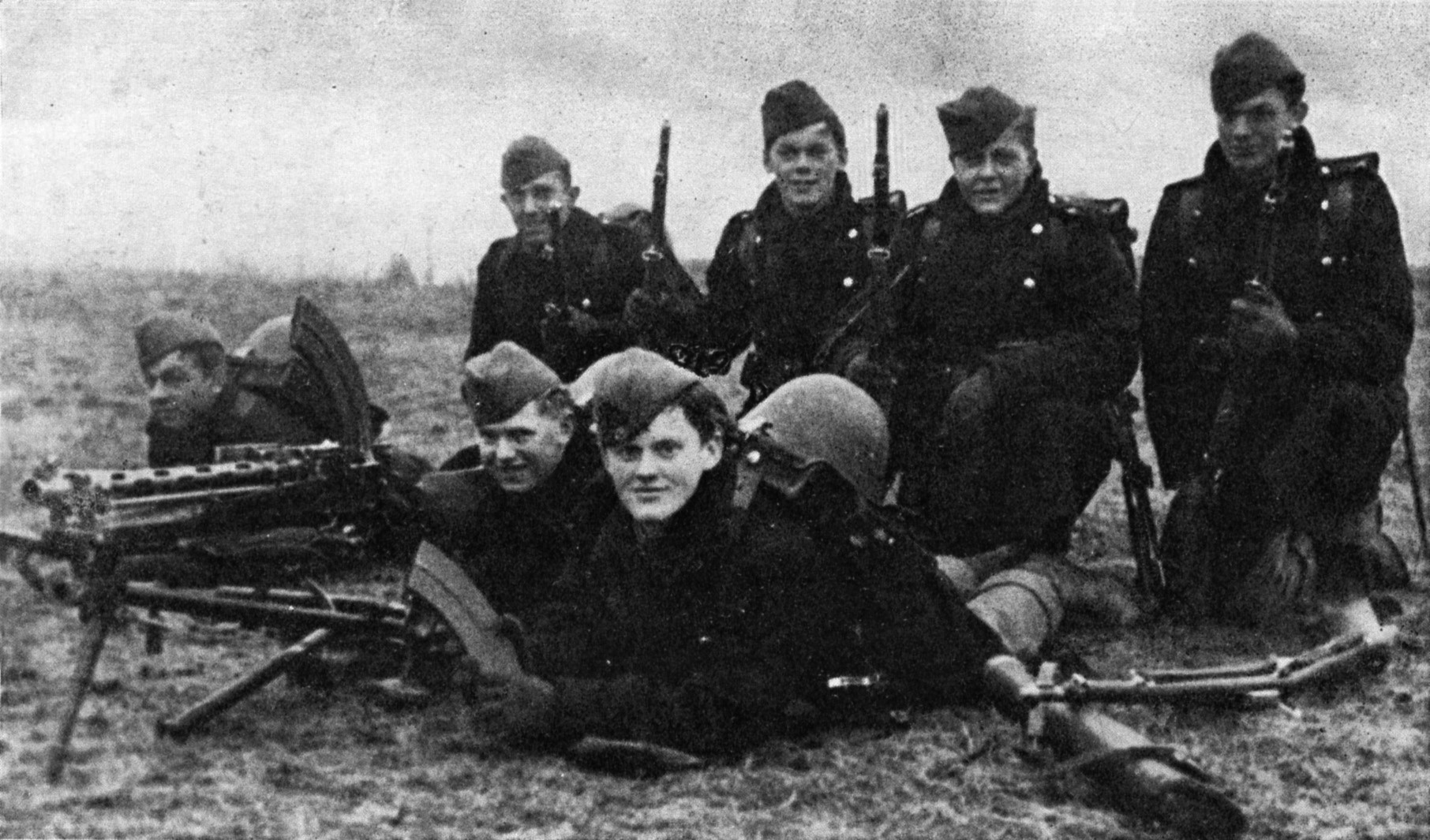
Un gruppo di soldati danesi la mattina dell'invasione tedesca, il 9 aprile 1940. Due di questi uomini vennero uccisi più tardi quel giorno.

A causa della rapida svolta degli eventi, il governo danese non ebbe abbastanza tempo per dichiarare ufficialmente guerra alla Germania. La Danimarca era comunque in una posizione insostenibile. Il suo territorio e la sua popolazione erano troppo piccoli per resistere alla Germania per un periodo prolungato. Il suo terreno pianeggiante avrebbe comportato che fosse facilmente invaso dai panzer tedeschi; lo Jutland, ad esempio, era immediatamente adiacente allo Schleswig-Holstein a sud ed era quindi aperto ad un attacco di panzer da lì. A differenza della Norvegia, la Danimarca non aveva catene montuose da cui si potesse condurre una resistenza prolungata.

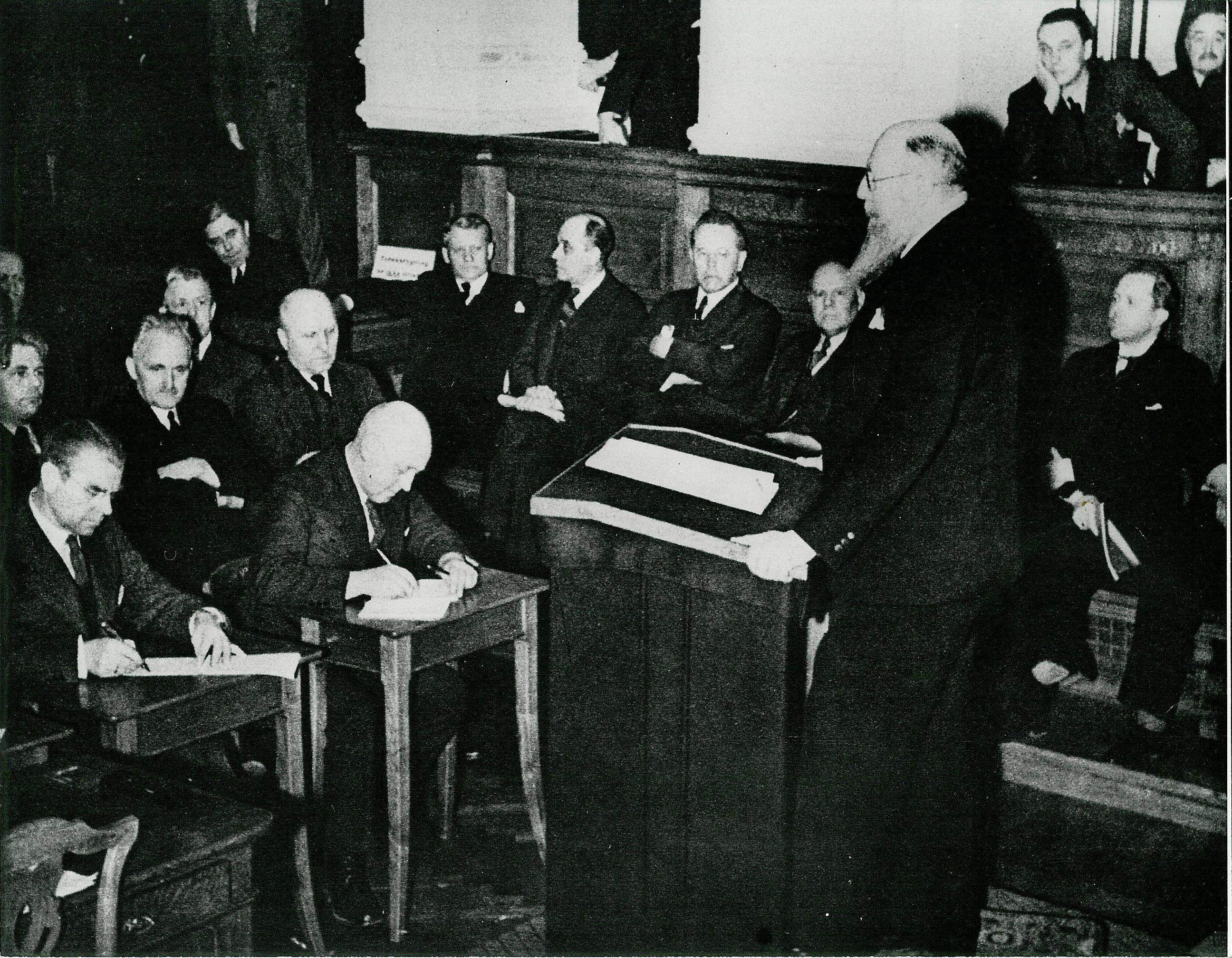
Il primo ministro danese Thorvald Stauning si rivolge al Rigsdagen nel Palazzo di Christiansborg il giorno dell'invasione.

Sedici soldati danesi morirono nell'invasione, ma dopo due ore il governo danese si arrese, ritenendo inutile la resistenza e sperando di trovare un vantaggioso accordo con la Germania. Non solo il piatto territorio dello Jutland era un'area perfetta in cui operare per l'esercito tedesco, ma l'attacco a sorpresa a Copenaghen aveva reso impossibile qualsiasi tentativo di difendere la Zelanda. I tedeschi si erano anche affrettati a stabilire il controllo del ponte attraverso il Piccolo Belt, ottenendo così l'accesso all'isola di Funen. Credendo che un'ulteriore resistenza avrebbe portato solo all'inutile perdita di altre vite danesi, il governo danese alla fine decise di piegarsi alla pressione tedesca "sotto protesta". Le forze tedesche erano tecnologicamente sofisticate e numerose; le forze danesi relativamente piccole ed utilizzano attrezzature obsolete; parzialmente il risultato di una politica prebellica di cercare di evitare di antagonizzare la Germania non fornendo all'esercito attrezzature moderne. Anche la dura resistenza dei danesi non sarebbe durata a lungo. Sono state sollevate domande sul fatto evidente che le forze tedesche non sembravano aspettarsi alcuna resistenza, invadendo con navi e veicoli non corazzati.

## Altri territori del Regno di Danimarca

### Isole Fær Øer
Dopo l'occupazione della Danimarca, le forze britanniche dal 12 aprile 1940 effettuarono un'invasione preventiva senza sangue delle Isole Fær Øer per impedire la loro occupazione da parte delle truppe tedesche. La Gran Bretagna rilevò le aree in cui la Danimarca aveva precedentemente fornito sostegno e le isole divennero ora dipendenti dal Regno Unito, che iniziò a partecipare alla produzione ittica e fornì alle isole merci importanti.
Gli inglesi fortificarono posizioni in posizioni strategicamente importanti nelle Isole Fær Øer. Vennero minati canali e fiordi e sull'isola di Vágar i genieri britannici costruirono una base dell'aviazione militare. Fino a 8 000 soldati britannici erano di stanza nelle isole, che a quel tempo contavano 30 000 abitanti.
Le Isole Fær Øer vennero ripetutamente attaccate da aerei tedeschi, subendo danni minimi. Tuttavia, 25 navi faroesi andarono perdute e morirono 132 marinai, corrispondenti a circa lo 0,4% della popolazione faroese all'epoca.

### Islanda
Dal 1918 al 1944, l'Islanda era autonoma, ma il re danese (re Cristiano X) era il capo di stato sia della Danimarca che dell'Islanda. Il Regno Unito occupò l'Islanda il 10 maggio 1940 per anticipare l'occupazione tedesca, consegnandola agli allora neutrali Stati Uniti nel luglio 1941, prima dell'entrata in guerra di questi ultimi nel dicembre 1941. Rimanendo ufficialmente neutrale per tutta la seconda guerra mondiale, l'Islanda divenne una repubblica completamente indipendente il 17 giugno 1944.

### Groenlandia
Il 9 aprile 1941, l'inviato danese negli Stati Uniti, Henrik Kauffmann, firmò un trattato con gli Stati Uniti, autorizzandoli a difendere la Groenlandia e a costruirvi stazioni militari. Kauffmann venne sostenuto in questa decisione dai diplomatici danesi negli Stati Uniti e dalle autorità locali in Groenlandia. La firma di questo trattato "in nome del re" era una chiara violazione dei suoi poteri diplomatici, ma Kauffmann sosteneva che non avrebbe ricevuto ordini da una Copenaghen occupata.

## L'occupazione

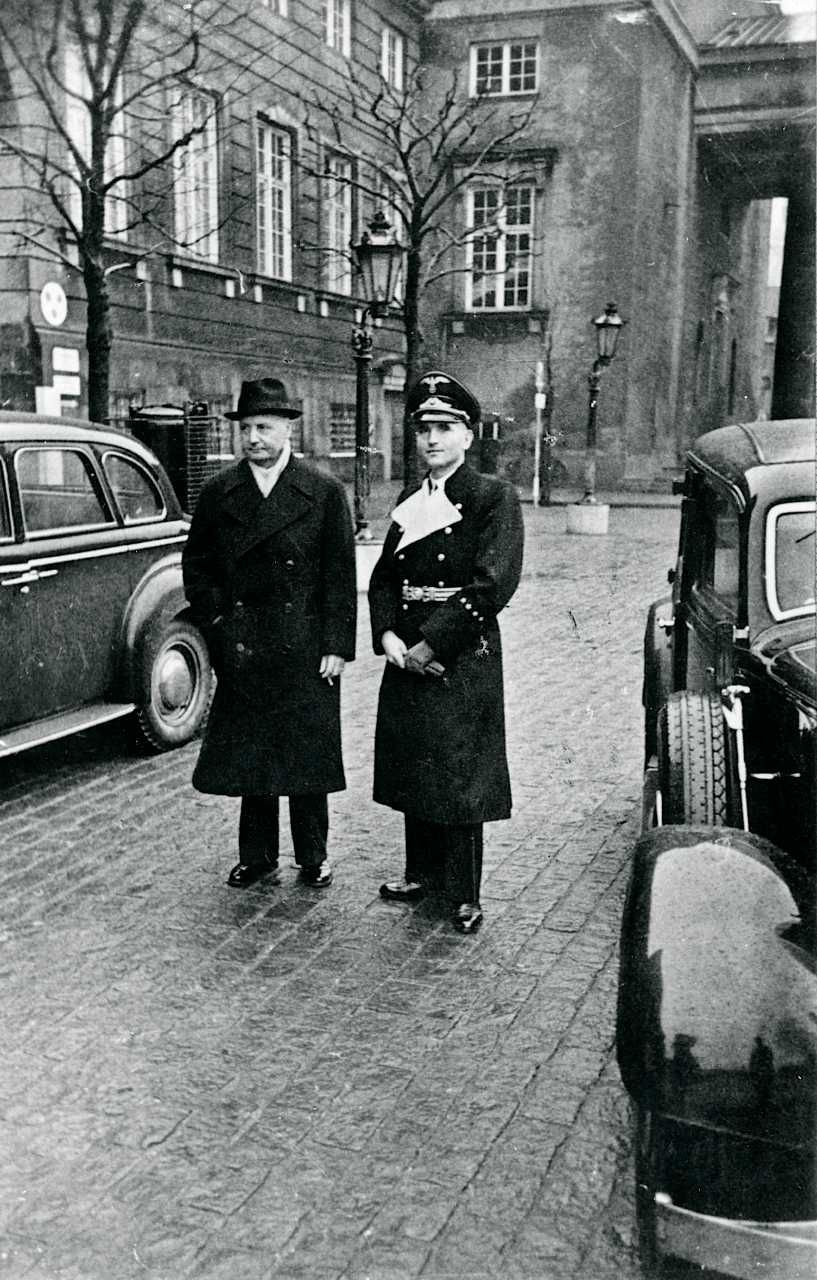
Erik Scavenius, primo ministro danese (1942-1943), con Werner Best, plenipotenziario tedesco in Danimarca nel febbraio 1943.

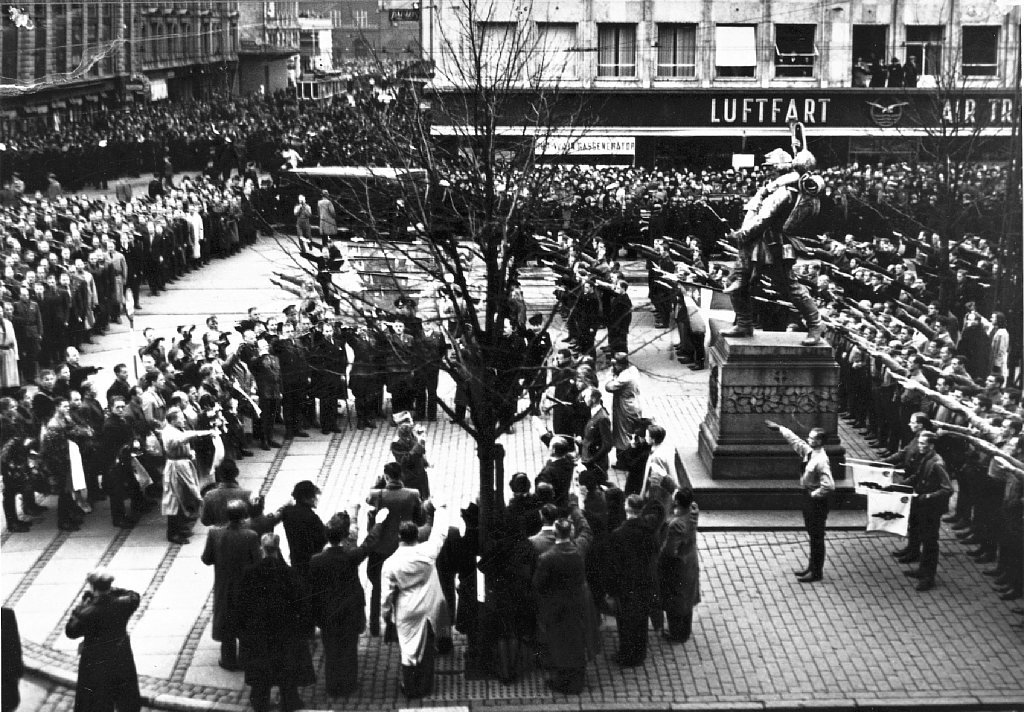
La parata del DNSAP a Rådhuspladsen il 17 novembre 1940. La parata si tenne in connessione con il tentativo del DNSAP di prendere il potere.

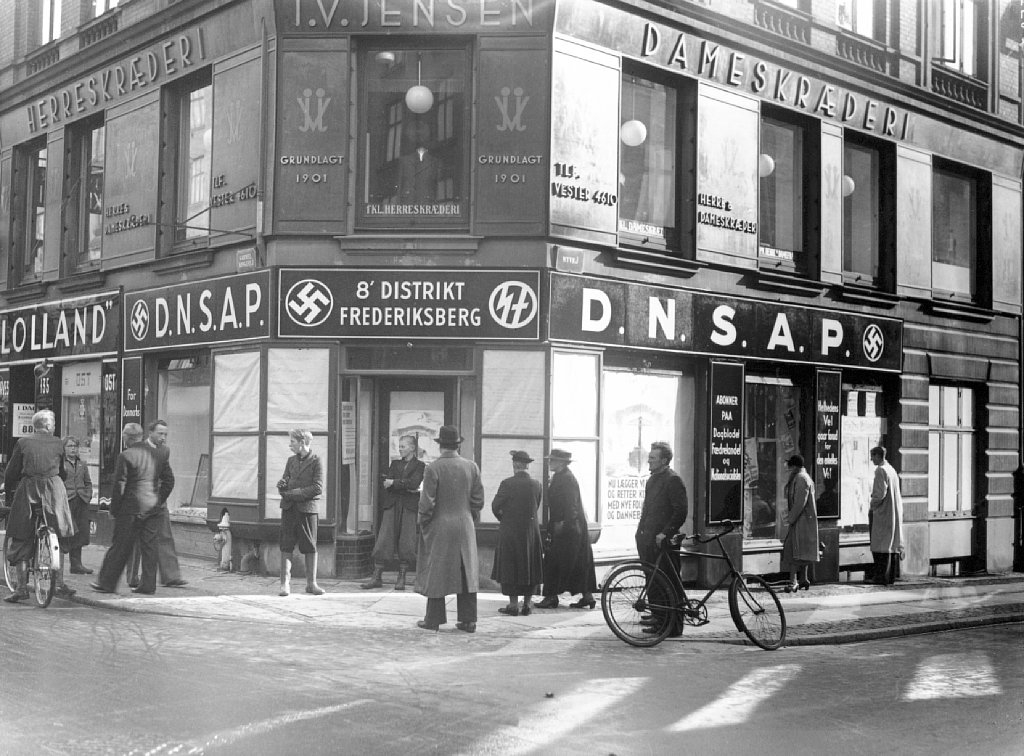
Ufficio distrettuale del DNSAP su Gammel Kongevej a Copenaghen tra il 1940 e il 1942.

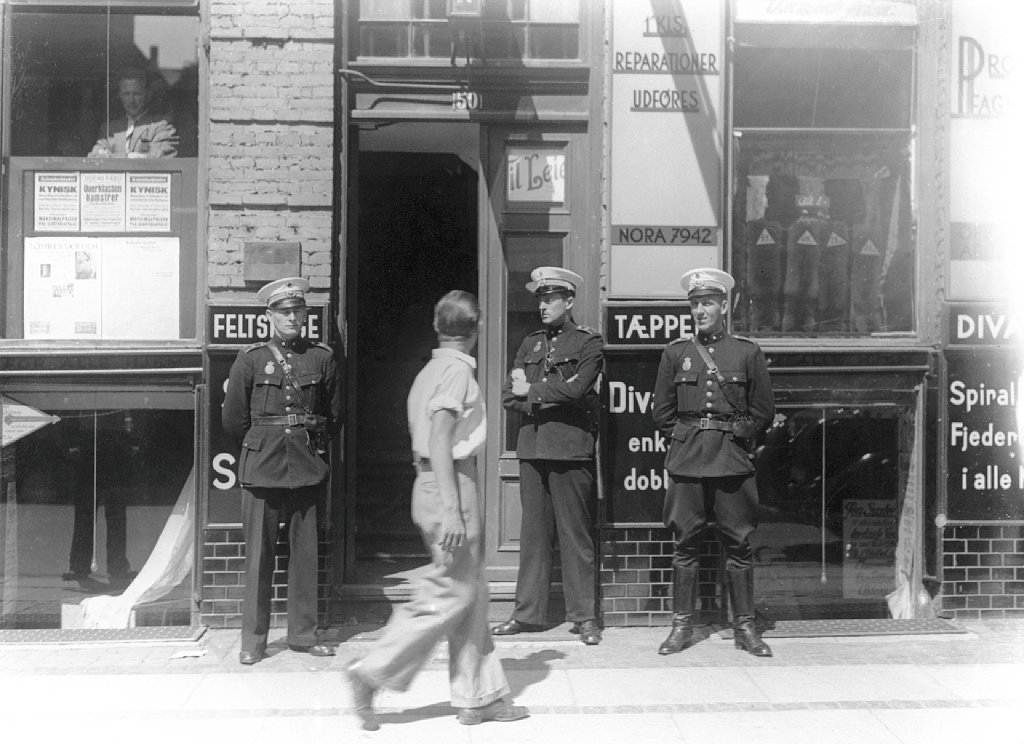
Ufficiali di polizia danesi di fronte alla sede del Partito Comunista.

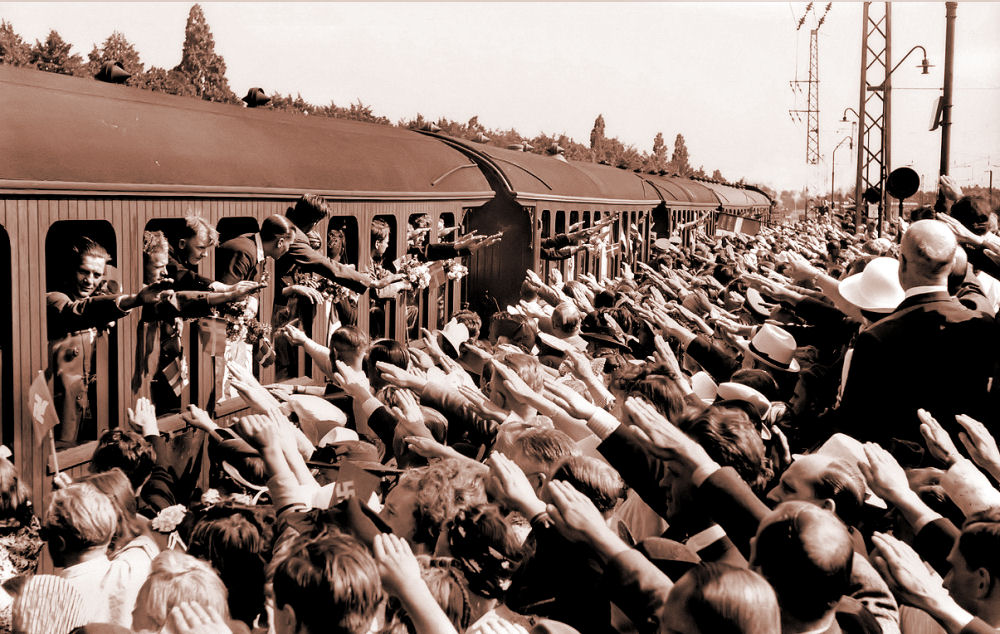
Membri del Frikorps Danmark in partenza per il fronte orientale dalla stazione di Hellerup a Copenaghen.

Storicamente, la Danimarca ebbe una grande quantità d'interazioni con la Germania. Nel 1920 il paese riacquistò il possesso della parte settentrionale della Schleswig dopo aver perso le province durante la seconda guerra dello Schleswig nel 1864. Il popolo danese era diviso su quale fosse la migliore politica nei confronti della Germania. Pochi erano ardenti nazisti; alcuni esplorarono le possibilità economiche di fornire rifornimenti e merci agli occupanti tedeschi; altri alla fine formarono gruppi di resistenza verso l'ultima parte della guerra. La maggior parte dei danesi, tuttavia, fu malvolentieri compiacente nei confronti dei tedeschi. A causa della relativa facilità dell'occupazione e dell'abbondante quantità di latticini, la Danimarca si guadagnò il soprannome de Il Fronte di Crema (in danese Sahnefront).
Come risultato dell'atteggiamento cooperativo delle autorità danesi, i funzionari tedeschi affermarono che avrebbero "rispettato la sovranità e l'integrità territoriale danese, così come la neutralità". Le autorità tedesche erano inclini a condizioni indulgenti con la Danimarca per diversi motivi: il loro unico forte interesse in Danimarca, quello del surplus dei prodotti agricoli, sarebbe stato fornito dalla politica dei prezzi sui prodotti alimentari piuttosto che dal controllo e dalla restrizione (alcuni registri tedeschi indicano che l'amministrazione tedesca non aveva pienamente realizzato questo potenziale prima che avesse luogo l'occupazione, il che può essere messo in dubbio); c'era una seria preoccupazione che l'economia danese fosse così dipendente dal commercio con la Gran Bretagna che l'occupazione avrebbe creato un collasso economico e i funzionari danesi capitalizzarono su quella paura per ottenere concessioni anticipate per una ragionevole forma di cooperazione; speravano anche di ottenere punti di propaganda facendo della Danimarca, nelle parole di Hitler, "un protettorato modello"; oltre a questi obiettivi più pratici, l'ideologia della razza nazista sosteneva che i danesi fossero "compagni ariani nordici" e quindi in una certa misura ci si poteva fidare occupandosi dei loro affari interni.
Questi fattori combinati consentirono alla Danimarca un rapporto molto favorevole con la Germania nazista. Il governo rimase in qualche modo intatto e il parlamento continuò a funzionare più o meno come prima. Essi furono in grado di mantenere gran parte del loro precedente controllo sulla politica interna. La polizia e il sistema giudiziario rimasero nelle mani dei danesi e, a differenza della maggior parte dei paesi occupati, il re Cristiano X rimase nel paese come capo di stato danese. Il Reich tedesco era formalmente rappresentato da un Reichsbevollmächtigter (Plenipotenziario del Reich), cioè un diplomatico accreditato presso il sovrano, incarico assegnato a Cecil von Renthe-Fink, l'ambasciatore tedesco, e poi nel novembre 1942 all'avvocato e generale delle SS Werner Best.
L'opinione pubblica danese generalmente sostenne il nuovo governo, in particolare dopo la caduta della Francia nel giugno 1940. C'era la sensazione generale che la spiacevole realtà dell'occupazione tedesca dovesse essere affrontata nel modo più realistico possibile, data la situazione internazionale. I politici si resero conto che avrebbero dovuto sforzarsi di mantenere la posizione privilegiata della Danimarca presentando un fronte unito alle autorità tedesche, quindi tutti i principali partiti democratici formarono insieme un nuovo governo. Il parlamento e il governo concordarono per lavorare a stretto contatto. Sebbene l'effetto di ciò sia stato vicino alla creazione di uno stato a partito unico, esso rimase un governo rappresentativo.
Il governo danese era dominato dai Socialdemocratici, incluso il primo ministro prebellico Thorvald Stauning, che si era fortemente opposto al partito nazista. Stauning stesso era profondamente depresso dalle prospettive per l'Europa sotto il nazismo. Tuttavia, il suo partito perseguì una strategia di cooperazione, sperando di mantenere la democrazia e il controllo danese in Danimarca il più a lungo possibile. C'erano molti problemi che dovettero risolvere con la Germania nei mesi successivi all'occupazione. Nel tentativo di soddisfare i tedeschi, essi compromisero la democrazia e la società danese in diversi modi fondamentali:
- Gli articoli di giornale e le notizie "che potrebbero mettere a repentaglio le relazioni tedesco-danesi" vennero banditi, in violazione del divieto costituzionale danese contro la censura.[25]
- Il 22 giugno 1941, mentre la Germania iniziava il suo attacco all'Unione Sovietica, le autorità tedesche in Danimarca chiesero che i comunisti danesi fossero arrestati. Il governo danese obbedì e, utilizzando registri segreti, la polizia danese nei giorni successivi arrestò 339 comunisti. Di questi 246, compresi i tre membri comunisti del parlamento danese, vennero imprigionati nel campo di Horserød, in violazione della costituzione danese. Il 22 agosto 1941, il parlamento danese approvò la Legge Comunista, che metteva fuori legge il Partito Comunista e le attività comuniste, in un'altra violazione della costituzione danese. Nel 1943 circa la metà di loro venne trasferita al campo di concentramento di Stutthof, dove ne morirono 22.
- La produzione industriale e il commercio furono, in parte a causa della realtà geopolitica e della necessità economica, reindirizzati verso la Germania. Una preoccupazione prevalente era la paura tedesca di creare un peso se l'economia danese fosse crollata come accadde dopo la prima guerra mondiale. Questa sensibilità alla forte dipendenza della Danimarca dal commercio estero rese nota la decisione tedesca prima dell'occupazione di consentire il passaggio dei danesi attraverso il loro blocco.[26] La Danimarca era tradizionalmente uno dei principali partner commerciali sia della Gran Bretagna che della Germania. Molti funzionari governativi consideravano l'espansione del commercio con la Germania vitale per mantenere l'ordine sociale in Danimarca.[25] Si temeva che l'aumento della disoccupazione e della povertà portassero a una rivolta più aperta all'interno del paese, poiché i danesi tendevano ad incolpare i tedeschi di tutti gli sviluppi negativi. Si temeva che qualsiasi rivolta avrebbe provocato un giro di vite da parte delle autorità tedesche.[24]
- L'esercito danese venne in gran parte smobilitato, sebbene alcune unità rimasero fino all'agosto 1943. L'esercito venne autorizzato a mantenere 2 200 uomini, oltre a 1 100 truppe ausiliarie.[27] Gran parte della flotta rimase in porto, ma in mano danese. In almeno due città, l'esercito creò depositi segreti di armi il 10 aprile 1940.[28] Il 23 aprile 1940,[29] membri dell'intelligence militare danese stabilirono contatti con le loro controparti britanniche attraverso la missione diplomatica britannica a Stoccolma ed iniziarono a inviare loro rapporti di intelligence nell'autunno 1940. Questo traffico divenne regolare e continuò fino a quando i tedeschi sciolsero l'esercito danese nel 1943.[29] Dopo la liberazione della Danimarca, il feldmaresciallo Bernard Law Montgomery descrisse le informazioni raccolte in Danimarca come "seconde a nessuno".[30]

In cambio di queste concessioni, il governo danese respinse le richieste tedesche di legislazione che discriminasse la minoranza ebraica danese. Allo stesso modo vennero respinte le richieste d'introdurre la pena di morte, così come le richieste tedesche di consentire la giurisdizione dei tribunali militari tedeschi sui cittadini danesi. La Danimarca respinse anche le richieste di trasferimento delle unità dell'esercito danese all'uso militare tedesco.

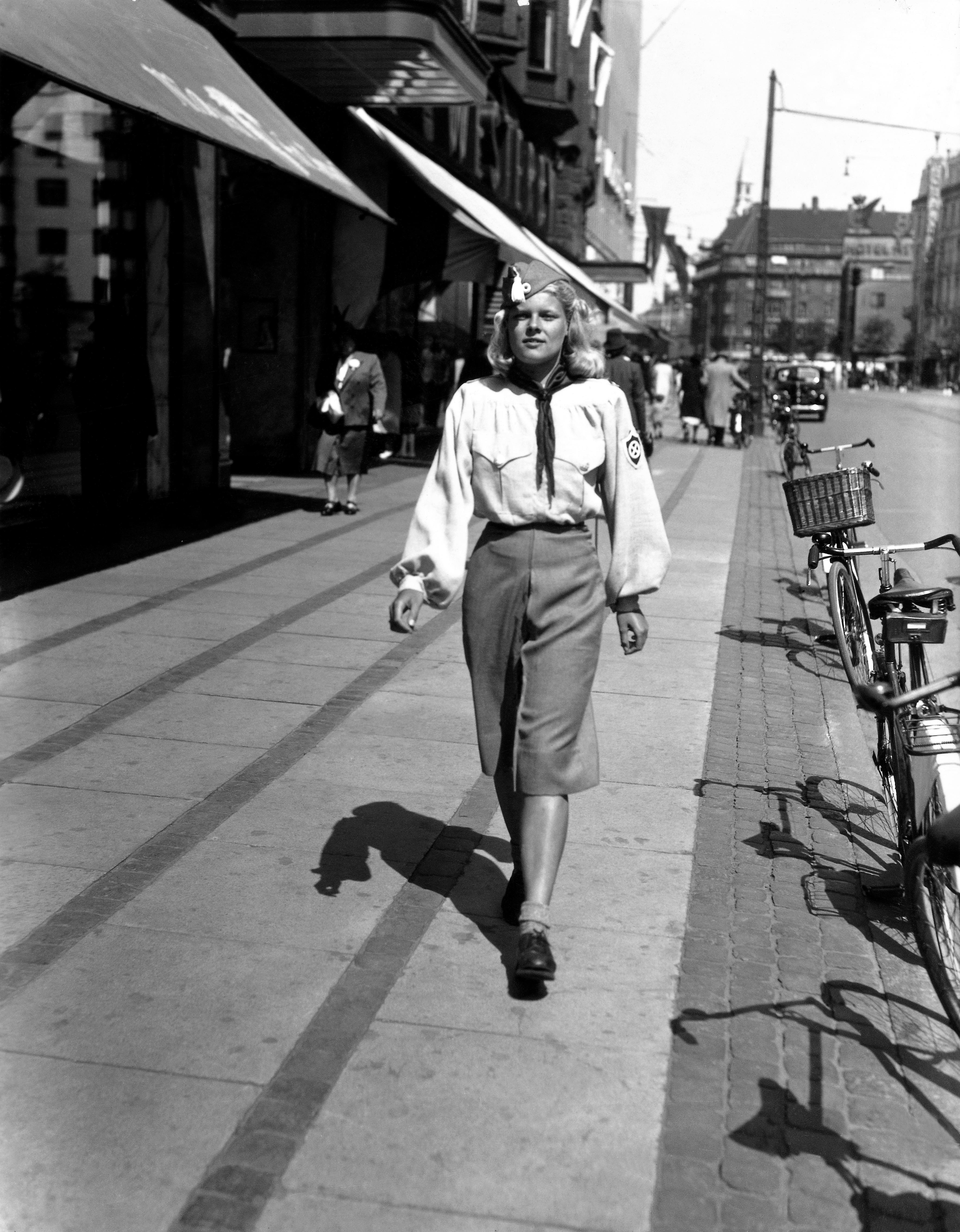
Un membro del Danmarks Nationalsocialistiske Ungdom (Movimento giovanile nazista danese) nel 1941

Stauning rimase primo ministro fino alla sua morte nel 1942, come capo di un governo di coalizione che comprendeva tutti i principali partiti politici (con le eccezioni del minuscolo partito nazista e del partito comunista, che era fuorilegge nel 1941). Vilhelm Buhl lo sostituì brevemente, solo per essere sostituito dal ministro degli Esteri Erik Scavenius, che era stato il principale collegamento con le autorità naziste durante la guerra. Scavenius era un diplomatico, non un politico eletto, e aveva un approccio elitario al governo. Temeva che l'opinione pubblica emotiva avrebbe destabilizzato i suoi tentativi di costruire un compromesso tra la sovranità danese e le realtà dell'occupazione tedesca. Scavenius sentiva fortemente di essere il difensore più ardente della Danimarca. Dopo la guerra ci furono molte recriminazioni sulla sua posizione, in particolare da parte dei membri della resistenza attiva, che ritenevano che avesse ostacolato la causa della resistenza e minacciato l'onore nazionale della Danimarca. Sentiva che queste persone erano vanitose, cercando di costruire la propria reputazione o carriera politica attraverso l'emotività.

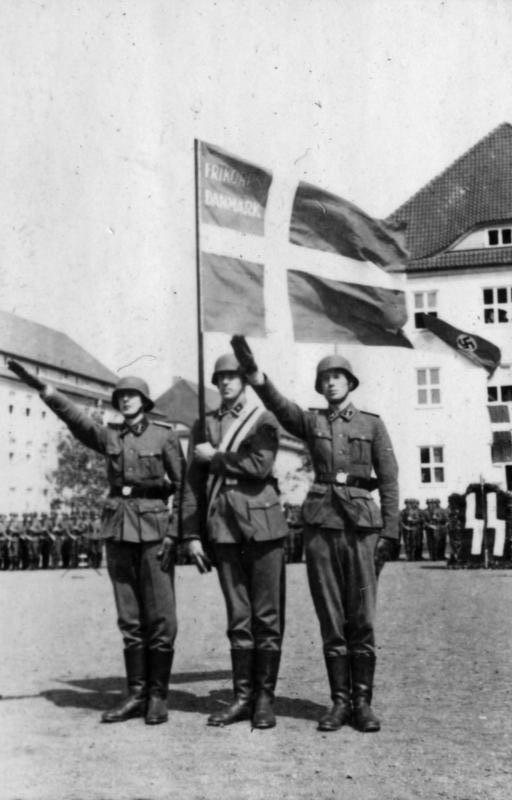
Membri del Frikorps Danmark, con la bandiera danese, 1941.

Le autorità danesi furono in grado di utilizzare la loro posizione più cooperativa per ottenere importanti concessioni per il paese. Si rifiutarono continuamente di entrare in una dogana ed un'unione monetaria con la Germania. I danesi erano preoccupati sia per gli effetti economici negativi delle proposte tedesche, sia per quelli politici. I funzionari tedeschi non volevano rischiare il loro rapporto speciale con la Danimarca imponendo loro un accordo, come avevano fatto in altri paesi. Il governo danese fu anche in grado di bloccare i negoziati sul ritorno dello Jutland Meridionale alla Germania, di vietare le "marce in uniforme a ranghi chiusi" che avrebbero reso più possibile l'agitazione nazista tedesca o danese, di mantenere i nazionalsocialisti fuori dal governo e di tenere un'elezione relativamente libera, con risultati decisamente anti-nazisti, nel bel mezzo della guerra. I funzionari militari danesi avevano anche accesso ad informazioni tedesche sensibili, che consegnavano agli Alleati sotto la copertura del governo. Anche le conseguenze economiche dell'occupazione vennero mitigate dalla cooperazione tedesco-danese. L'inflazione aumentò notevolmente nel primo anno di guerra, poiché l'esercito tedesco spese una grande quantità di valuta militare tedesca in Danimarca, soprattutto in installazioni militari e schieramenti di truppe. A causa dell'occupazione, la Banca Nazionale di Danimarca venne costretta a scambiare valuta tedesca con banconote danesi, concedendo di fatto ai tedeschi un gigantesco prestito non garantito con solo vaghe promesse che alla fine il denaro sarebbe stato restituito, cosa che non accadde mai. Il governo danese fu in seguito in grado di rinegoziare il tasso di cambio arbitrario dei tedeschi tra la valuta militare tedesca e la corona danese per ridurre questo problema.
Il successo a cui si allude più spesso riguardo alla politica danese nei confronti della Germania è la protezione della minoranza ebraica in Danimarca. Nel corso degli anni della sua presa al potere, il governo si rifiutò costantemente di accettare le richieste tedesche riguardanti gli ebrei. Le autorità non avrebbero emanato leggi speciali riguardanti gli ebrei e i loro diritti civili rimasero uguali a quelli del resto della popolazione. Le autorità tedesche divennero sempre più esasperate da questa posizione, ma conclusero che qualsiasi tentativo di allontanare o maltrattare gli ebrei sarebbe stato "politicamente inaccettabile". Anche l'ufficiale della Gestapo Werner Best, plenipotenziario in Danimarca dal novembre 1942, riteneva che qualsiasi tentativo di rimuovere gli ebrei avrebbe enormemente disgregato i rapporti tra i due governi e raccomandò contro qualsiasi azione riguardante gli ebrei di Danimarca.
Il re Cristiano X rimase in Danimarca per tutta la guerra, simbolo di coraggio molto apprezzato dai suoi sudditi.

### Collaborazionisti

#### Frikorps Danmark
Il 29 giugno 1941, giorni dopo l'invasione dell'URSS, venne fondato il Frikorps Danmark (Corpo Libero di Danimarca) come corpo di volontari danesi per combattere contro l'Unione Sovietica. Il Frikorps Danmark venne istituito su iniziativa delle SS e del DNSAP che si rivolsero al tenente colonnello C.P. Kryssing dell'esercito danese poco dopo l'inizio dell'invasione dell'URSS. Il giornale nazista Fædrelandet proclamò la creazione del corpo il 29 giugno 1941.

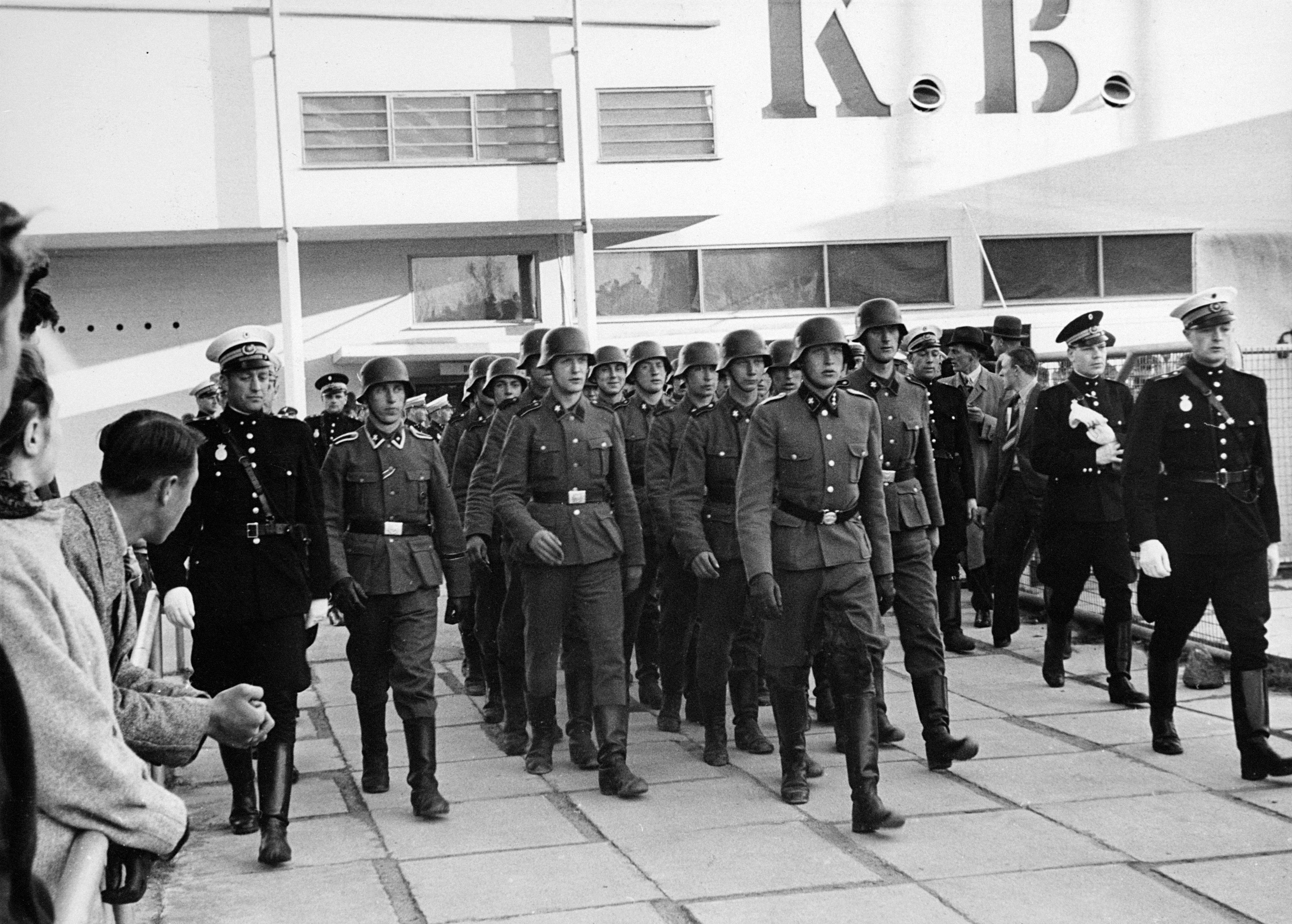
Soldati del Corpo Libero di Danimarca in marcia fuori dal KB Hallen in relazione all'appello primaverile del DNSAP del 26 aprile 1942

Secondo la legge danese, non era illegale arruolarsi in un esercito straniero, ma il reclutamento attivo sul suolo danese era illegale. Le SS ignorarono questa legge e iniziarono gli sforzi di reclutamento, reclutando prevalentemente nazisti danesi e membri della minoranza di lingua tedesca. Il governo danese lo scoprì e decise di concentrarsi sul persuadere i tedeschi a non reclutare ragazzi minorenni. Il generale Prior voleva rimuovere Kryssing e il suo secondo in comando designato, ma decise di consultare il governo. Esso convenne che Kryssing dovesse essere rimosso nella riunione del 2 luglio 1941, ma questa decisione venne successivamente ritirata quando Erik Scavenius, che non aveva partecipato alla riunione originale, tornò dai negoziati e annunciò di aver raggiunto un accordo con Renthe-Fink che i soldati che desideravano entrare a far parte di questo corpo avrebbero potuto avere il permesso fino a nuovo avviso. Il governo emise un annuncio affermando che "il tenente colonnello CP Kryssing, capo del 5º Rgt. di artiglieria Holbæk, ha assunto con il consenso del governo reale danese il comando del 'Frikorps Danmark'". Il testo danese diceva solo esplicitamente che il governo riconosceva che a Kryssing era stato dato un nuovo comando; non sanzionò la creazione del corpo, cosa che era già avvenuta senza che i suoi creatori chiedessero il consenso del governo. Nel luglio 1941 Heinrich Himmler si lamentò che la Danimarca stava cercando ufficiosamente di fermare il reclutamento da allora: nell'esercito correva la voce che chiunque si fosse unito al corpo avrebbe commesso tradimento. Il governo in seguito incaricò l'esercito e la marina di non ostacolare le domande dei soldati che desideravano lasciare il servizio attivo ed unirsi al corpo.
Uno studio del 1998 ha mostrato che la recluta media del Frikorps Danmark era un nazista, un membro della minoranza tedesca in Danimarca, o entrambi, e che il reclutamento era socialmente molto ampio. Lo storico Bo Lidegaard osserva: "Il rapporto tra la popolazione e il corpo era gelido e i legionari in congedo di volta in volta entravano in combattimenti, con i civili che incontravano i volontari del corpo con enorme disprezzo". Lidegaard fornisce le seguenti cifre per il 1941: 6 000 cittadini danesi si erano iscritti al servizio dell'esercito tedesco; 1 500 di questi appartenevano alla minoranza tedesca in Danimarca.

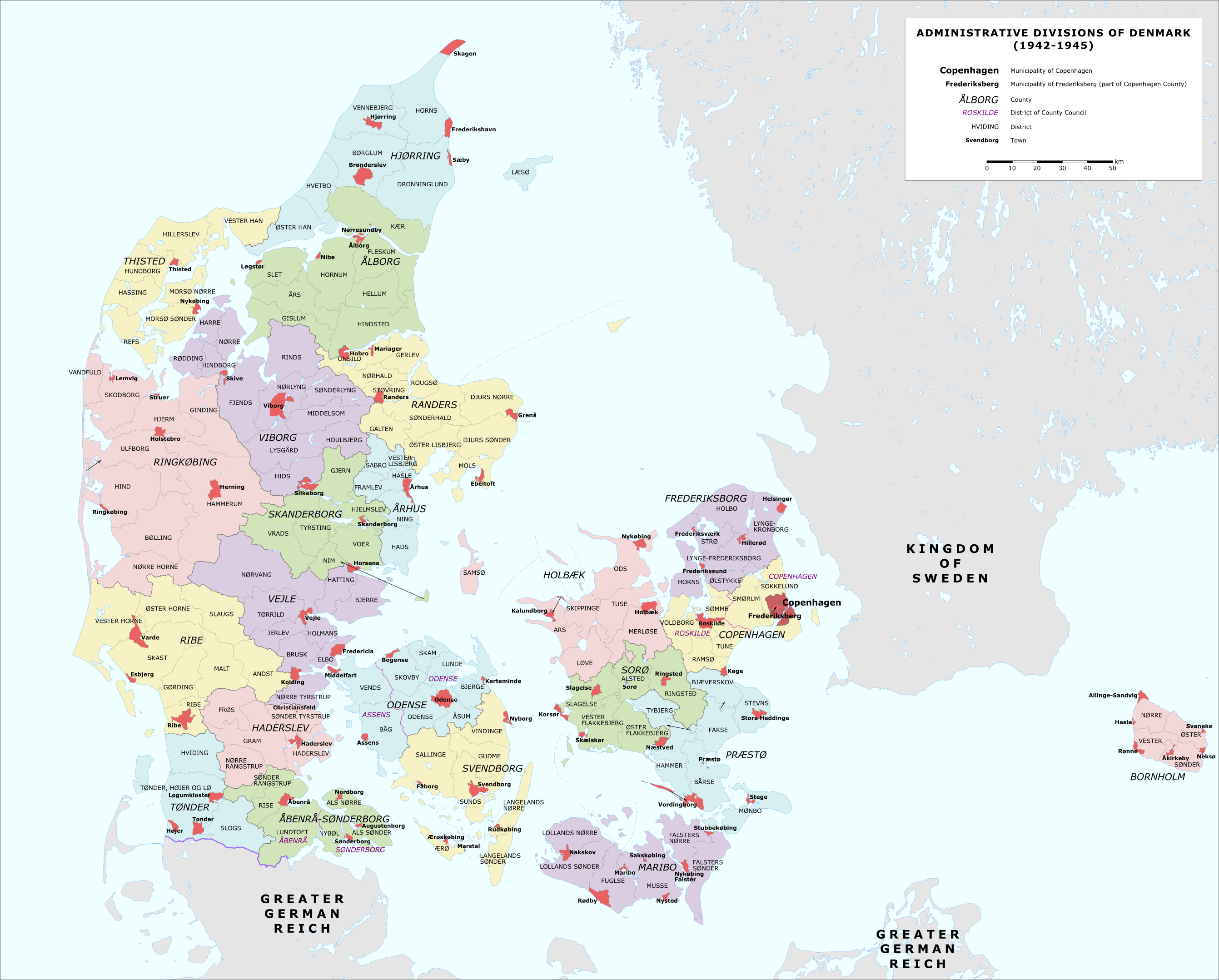
Mappa amministrativa del Regno di Danimarca durante l'occupazione tedesca.

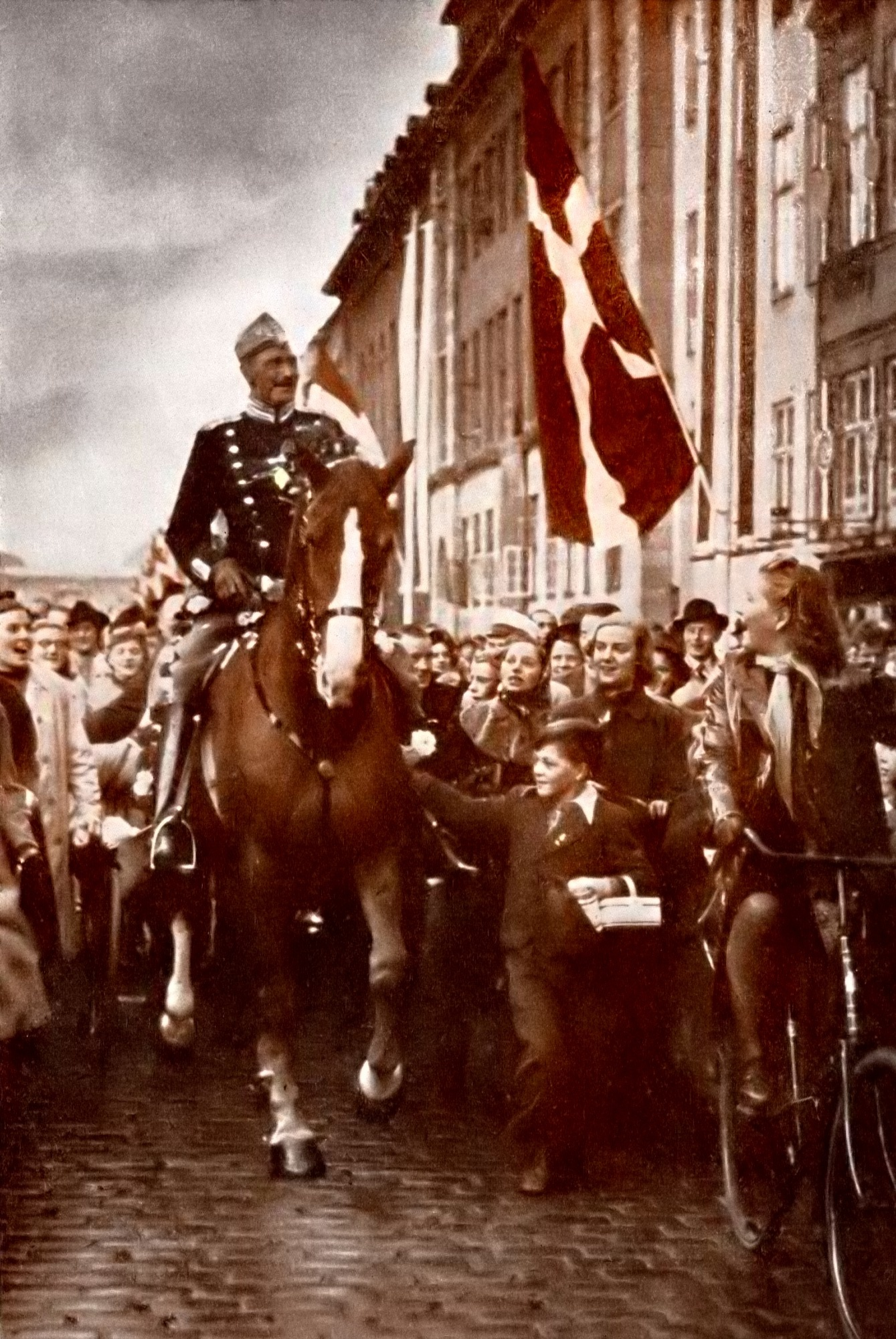
Il re Cristiano X, visto qui in occasione del suo compleanno nel 1940, fu un potente simbolo della sovranità nazionale durante l'occupazione. A quel tempo, molti danesi indossavano un emblema che mostrava il suo simbolo come simbolo di patriottismo e resistenza silenziosa contro i tedeschi.

## Il Patto Anti-Comintern
Il 20 novembre 1941, 5 mesi dopo l'invasione dell'URSS, il governo danese ricevette un "invito" tedesco ad aderire al Patto Anti-Comintern. La Finlandia accettò con riluttanza il 25 novembre e dichiarò di presumere che anche la Danimarca avrebbe partecipato alla cerimonia (condizionando di fatto la propria partecipazione). Erik Scavenius sostenne che la Danimarca avrebbe dovuto firmare il patto, ma i ministri del governo rifiutarono, affermando che ciò avrebbe violato la politica di neutralità. Scavenius riferì questa decisione a Renthe-Fink. Fink rispose il 21 novembre che "la Germania non sarebbe in grado di comprendere" un rifiuto danese e chiese che questa decisione fosse revocata prima della fine della giornata. Assicurò a Scavenius che il patto non conteneva né "obblighi politici o di altro tipo" (vale a dire, entrare in guerra con l'URSS). In una riunione di governo lo stesso giorno, venne suggerito di chiedere conferma scritta di questa promessa in un addendum al protocollo. Stauning accettò questi termini poiché avrebbe effettivamente reso la firma priva di significato. Il Ministero degli Esteri danese stilò un elenco di quattro termini in cui si affermava che la Danimarca si impegnava solo in "azioni di polizia" in Danimarca e che la nazione rimaneva neutrale. Il Ministero degli Esteri tedesco accettò i termini, a condizione che il protocollo non fosse reso pubblico, che era l'intento del Ministero degli Esteri danese.
Mentre Berlino si stancava di aspettare, Joachim von Ribbentrop chiamò Copenaghen il 23 novembre minacciando di "annullare l'occupazione pacifica" a meno che la Danimarca non avesse obbedito. Il 23 novembre, la Wehrmacht in Danimarca venne messa in allerta e Renthe-Fink incontrò Stauning e il ministro degli Esteri Munch alle 10 affermando che non ci sarebbe stato spazio per le "scuse parlamentari". Se le richieste tedesche non fossero state soddisfatte, la Germania "non sarebbe più stata impegnata dalle promesse fatte il 9 aprile 1940" (la minaccia di uno stato di guerra, un governo nazista e lo smembramento territoriale). In una riunione di governo alle 14:00 di quel giorno, Stauning, Scavenius, Munch e altri due ministri sostenevano l'adesione; sette ministri si opposero. In una riunione lo stesso giorno nel comitato dei nove uomini, altri tre ministri cedettero, in particolare Vilhelm Buhl, affermando che "la cooperazione è l'ultimo brandello della nostra difesa". Nelle note della giornata del primo ministro Stauning si legge: L'obiettivo è un posizionamento politico. Ma questo è stato stabilito dall'occupazione. Il pericolo di dire di no: non mi piacerebbe vedere un Terboven qui. Firma con addendum - che modifica il patto.
Scavenius salì su un treno e si diresse a Berlino, dove arrivò lunedì 24 novembre. La crisi successiva arrivò quando venne accolto da Renthe-Fink, che lo informò che Ribbentrop aveva informato Fink che c'era stato un "malinteso" riguardo alle quattro clausole e che la clausola 2 sarebbe stata cancellata. Questa specificava che la Danimarca aveva solo obblighi di tipo poliziesco. Scavenius aveva il severo mandato di non modificare una sentenza e dichiarava che non avrebbe potuto tornare a Copenaghen con un contenuto diverso da quello pattuito, ma che era disposto a riaprire le trattative per chiarire ulteriormente la questione. Questa risposta fece infuriare Ribbentrop (e voci affermano che stesse considerando di ordinare alle SS di arrestare Scavenius). Il compito toccò al diplomatico tedesco Ernst von Weizsäcker per rattoppare un compromesso. Egli annacquò la formulazione ma lasciò il contenuto piuttosto intatto. Tuttavia, per Scavenius era un forte ostacolo il fatto che le quattro clausole ora ricevessero solo lo status di una dichiarazione danese unilaterale (Aktennotitz) con un commento di Fink che il suo contenuto " senza dubbio" era conforme al patto. Inoltre, venne incaricato di tenere un discorso pubblico astenendosi dal menzionare le quattro clausole, ma facendo solo dichiarazioni generali sullo status della Danimarca come nazione neutrale. Scavenius firmò il patto. Al successivo ricevimento, l'ambasciatore italiano descrisse Scavenius come "un pesce trascinato a terra [...], un vecchietto in giacca e cravatta che si chiede come mai sia arrivato in questo posto". Lidegaard commenta che il vecchio rimase ribelle: durante una conversazione con Ribbentrop in cui quest'ultimo si lamentava del "barbaro cannibalismo" dei prigionieri di guerra russi, Scavenius chiese retoricamente se quell'affermazione significasse che la Germania non nutriva i suoi prigionieri.
Quando la notizia della firma arrivò in Danimarca, lasciò la popolazione indignata e si diffusero subito voci su ciò a cui la Danimarca si era ora impegnata. Il governo inviò un'auto a prendere Scavenius al traghetto, per evitare che prendesse il treno da solo per Copenaghen. Allo stesso tempo una grande manifestazione si riunì fuori dal Parlamento, portando il ministro della Giustizia, Eigil Thune Jacobsen, a sottolineare che non gli piaceva vedere la polizia danese picchiare gli studenti che cantavano canzoni patriottiche. Quando Scavenius tornò a Copenaghen, chiese al governo di discutere una volta per tutte dove esistessero le linee rosse nelle relazioni danesi con la Germania. Questo dibattito concluse che esistevano tre linee rosse:
1. Nessuna legislazione che discrimina gli ebrei,
2. La Danimarca non dovrebbe mai aderire al Patto dell'Asse tra Germania, Italia e Giappone,
3. Nessuna unità dell'esercito danese dovrebbe mai combattere contro forze straniere.

Con sorpresa di molti, Scavenius accettò queste istruzioni senza esitazione.

### La crisi del telegramma (1942)
Nell'ottobre 1942, Adolf Hitler trasmise un lungo e lusinghiero telegramma di compleanno a re Cristiano. Il re rispose con un semplice "Spreche Meinen besten Dank aus. Chr. Rex" ("Ringrazio di cuore. Re Cristiano") mandando il Führer in uno stato di rabbia per questo insulto deliberato, gravemente dannoso per le relazioni danesi con la Germania. Hitler richiamò immediatamente il suo ambasciatore ed espulse l'ambasciatore danese dalla Germania. Il plenipotenziario, Renthe-Fink, venne sostituito da Werner Best e vennero emessi ordini di repressione in Danimarca. Hitler chiese anche che Erik Scavenius diventasse primo ministro e tutte le restanti truppe danesi vennero cacciate fuori dallo Jutland.

## La resistenza in aumento fino alla crisi dell'agosto 1943
Mentre la guerra si trascinava, la popolazione danese divenne sempre più ostile ai tedeschi. I soldati di stanza in Danimarca avevano trovato la maggior parte della popolazione fredda e distante dall'inizio dell'occupazione, ma la loro disponibilità a collaborare aveva reso il rapporto realizzabile. Il governo aveva tentato di scoraggiare il sabotaggio e la resistenza violenta all'occupazione, ma nell'autunno del 1942 il numero di atti violenti di resistenza era in costante aumento al punto che la Germania dichiarò per la prima volta la Danimarca "territorio nemico". Dopo le battaglie di Stalingrado e di El-Alamein gli episodi di resistenza, violenti e simbolici, aumentarono rapidamente.
Nel marzo 1943 i tedeschi consentirono che si tenessero elezioni generali. L'affluenza alle urne fu dell'89,5%, la più alta in qualsiasi elezione parlamentare danese, e il 94% votò per uno dei partiti democratici dietro la politica di cooperazione, mentre il 2,2% votò per l'anti-cooperazione Dansk Samling. Il 2,1% votò per il Partito Nazionalsocialista dei Lavoratori di Danimarca, quasi corrispondente all'1,8% che il partito aveva ricevuto nelle elezioni del 1939. Le elezioni, il malcontento e un crescente sentimento di ottimismo che la Germania sarebbe stata sconfitta portarono a diffusi scioperi e disordini civili nell'estate del 1943. Il governo danese si rifiutò di affrontare la situazione in modo da soddisfare i tedeschi, che il 28 agosto 1943 presentarono un ultimatum al governo, comprendente le seguenti richieste: divieto di assembramenti in pubblico, messa al bando degli scioperi, introduzione del coprifuoco, censura da attuare con l'assistenza dei tedeschi, avrebbero dovuto essere introdotti tribunali speciali (militari tedeschi) e avrebbe dovuto essere introdotta la pena di morte in caso di sabotaggio. Inoltre, la città di Odense venne condannata a pagare una multa di 1 milione di corone per la morte di un soldato tedesco ucciso in quella città e gli ostaggi dovevano essere tenuti come sicurezza.

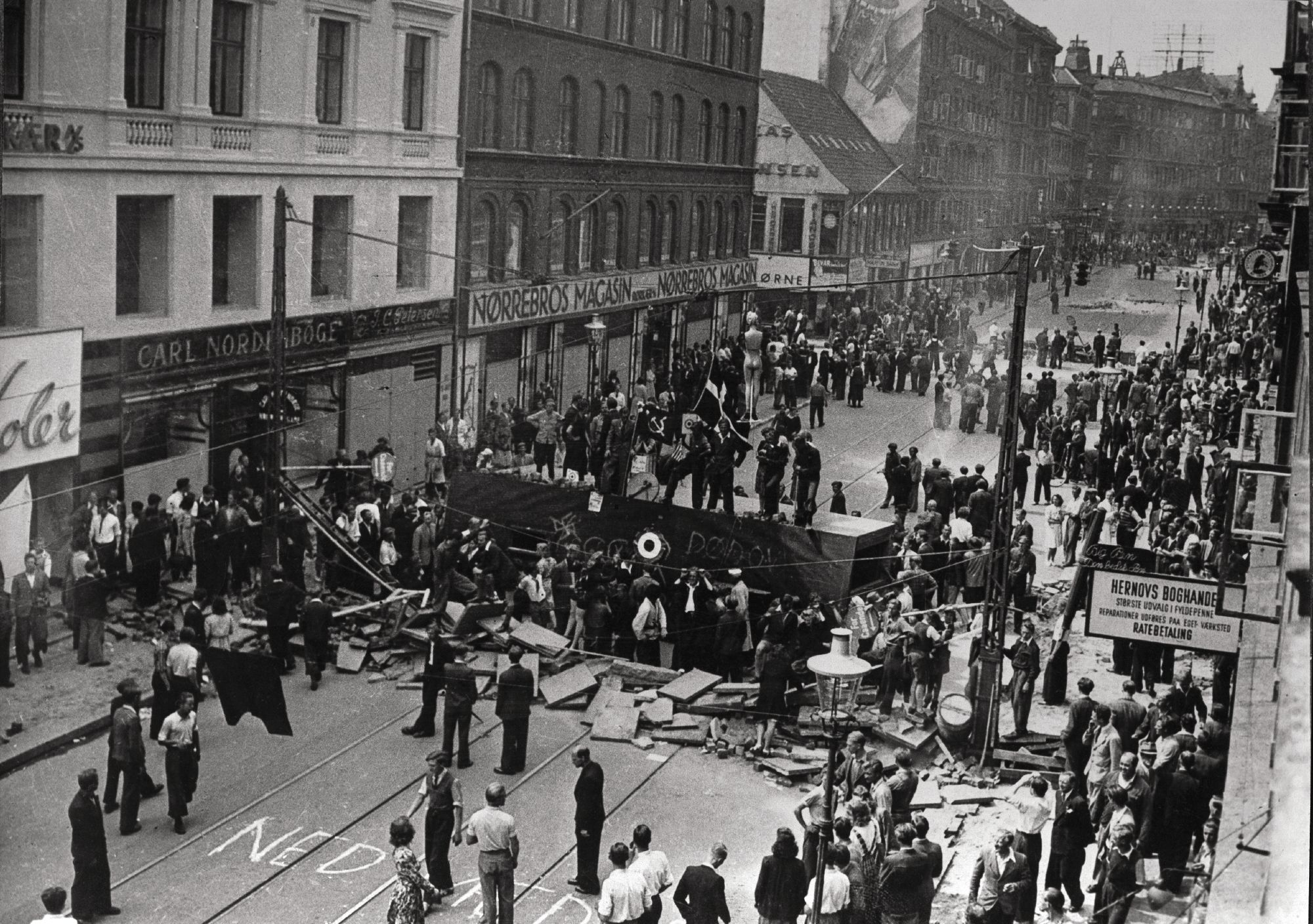
Barricate erette durante uno sciopero generale, Nørrebro, Copenaghen, luglio 1944.

Il governo danese rifiutò, così il 29 agosto 1943 i tedeschi sciolsero ufficialmente il governo danese ed istituirono la legge marziale. Il governo danese rassegnò le dimissioni, anche se dal momento che il re Cristiano non le accettò mai ufficialmente, il governo rimase in funzione de jure fino alla fine della guerra. In realtà, in gran parte per iniziativa del segretario permanente del Ministero degli Affari Esteri Nils Svenningsen—tutti gli affari quotidiani erano stati affidati ai segretari permanenti, ognuno dei quali gestiva effettivamente il proprio ministero. I tedeschi amministrarono il resto del paese e il Parlamento danese non si riunì per il resto dell'occupazione. Poiché il Ministero degli Affari Esteri era responsabile di tutti i negoziati con i tedeschi, Nils Svenningsen aveva una posizione di leadership nel governo.

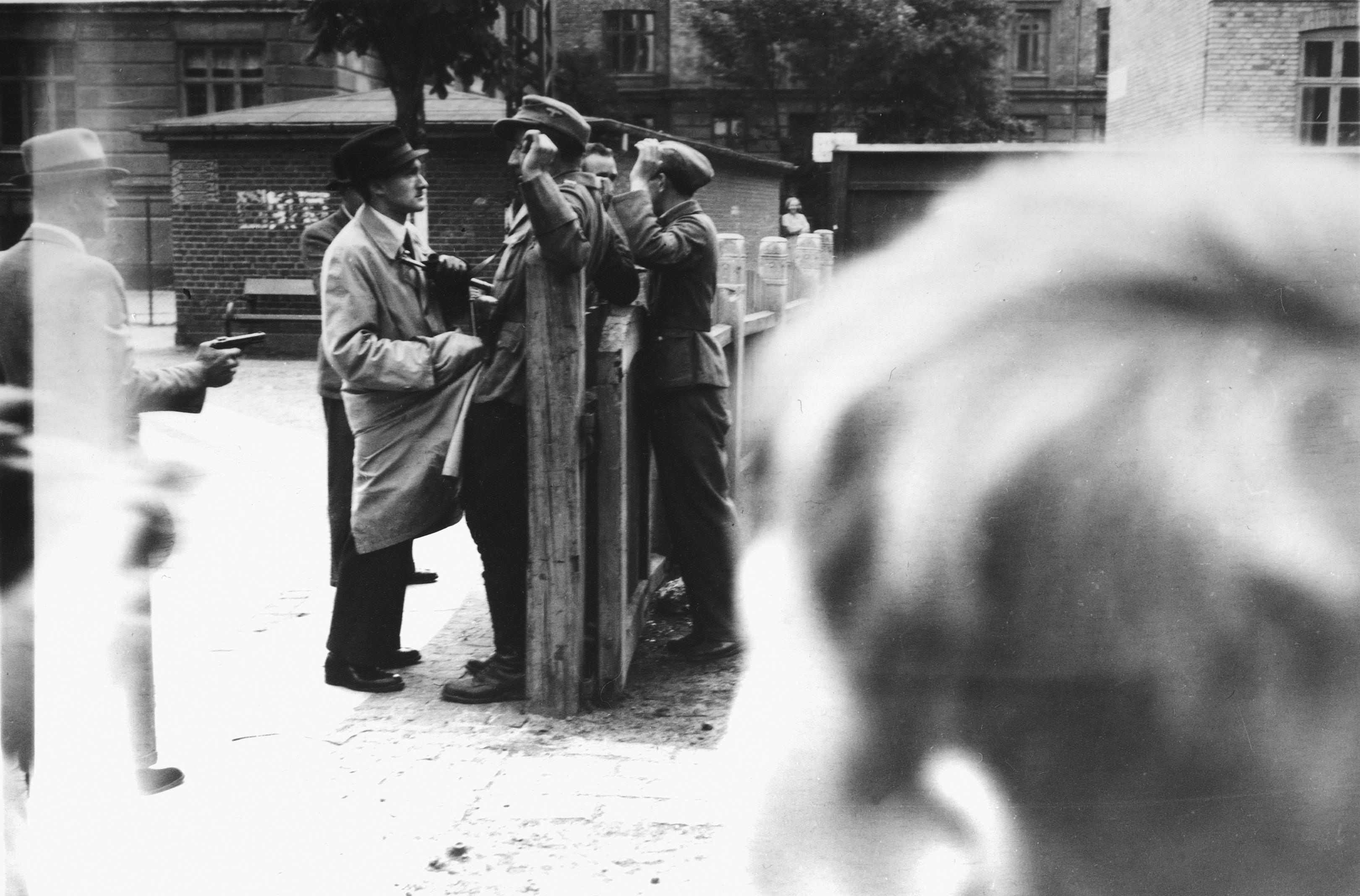
Soldati delle SS danesi trattenuti dai combattenti della resistenza e disarmati a Copenaghen, 1945.

In previsione dell'operazione Safari, la marina danese aveva ordinato ai suoi capitani di resistere a qualsiasi tentativo tedesco di assumere il controllo delle loro navi. La marina riuscì ad affondare 32 delle sue navi più grandi, mentre la Germania riuscì a sequestrare 14 navi più grandi e 50 navi più piccole (patruljekuttere o "pattugliatori"). I tedeschi in seguito riuscirono a sollevare e riparare 15 delle navi affondate. Durante l'affondamento della flotta danese, a un certo numero di navi venne ordinato di tentare una fuga nelle acque svedesi e 13 navi riuscirono in questo tentativo, quattro delle quali erano le navi più grandi; due delle navi più grandi erano rimaste in un porto sicuro in Groenlandia. La corazzata costiera HDMS Niels Iuel tentò di evadere dall'Isefjord, ma venne attaccata dagli Stukas e costretta ad arenarsi. Nell'autunno del 1944, le navi in Svezia formarono ufficialmente una flottiglia navale danese in esilio. Nel 1943 le autorità svedesi permisero a 500 soldati danesi in Svezia di addestrarsi come "truppe di polizia". Nell'autunno del 1944, la Svezia aumentò questo numero a 4 800 e riconobbe l'intera unità come Brigata danese in esilio. La collaborazione danese proseguì a livello amministrativo, con la burocrazia danese che operava sotto il comando tedesco.

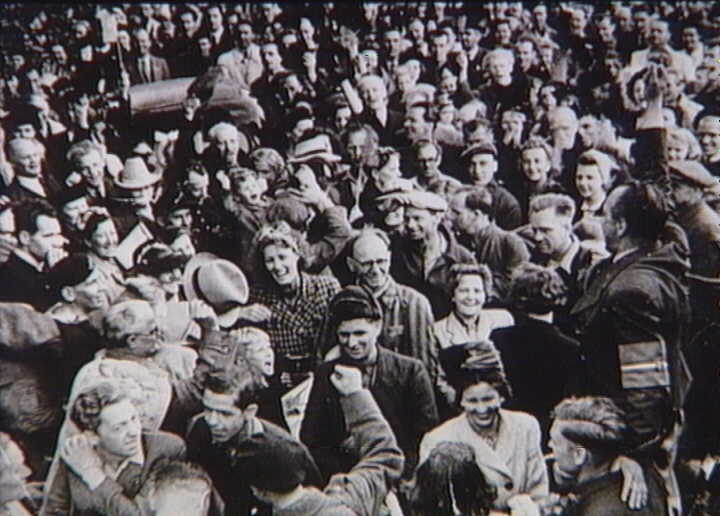
Prigionieri di ritorno dal campo di concentramento di Stutthof, Copenaghen, giugno 1945.

Nel settembre 1943, una varietà di gruppi di resistenza si raggrupparono nel Consiglio danese per la libertà, che coordinava le attività di resistenza. Un oppositore di alto profilo era l'ex ministro del governo John Christmas Møller, che era fuggito in Inghilterra nel 1942 ed era diventato un commentatore molto popolare grazie alle sue trasmissioni alla nazione sulla BBC.
Dopo la caduta del governo, la Danimarca venne esposta alla piena estensione del governo occupazionale. In ottobre i tedeschi decisero di rimuovere tutti gli ebrei dalla Danimarca, ma grazie a una fuga di informazioni del diplomatico tedesco Georg Ferdinand Duckwitz e all'azione rapida da parte di civili danesi, la stragrande maggioranza degli ebrei danesi vennero trasportati in salvo nella Svezia neutrale per mezzo di pescherecci e motoscafi. L'intera evacuazione durò due mesi e un uomo contribuì a portare in salvo più di 1 400 ebrei. Libero dall'opposizione del governo, il sabotaggio aumentò notevolmente in frequenza e gravità, sebbene raramente fosse di grande interesse per i tedeschi. Tuttavia, il movimento di resistenza danese ebbe alcuni successi, come il D-Day, quando la rete ferroviaria in Danimarca venne interrotta per giorni, ritardando l'arrivo dei rinforzi tedeschi in Normandia. Venne istituito un governo clandestino e fiorì la stampa illegale. I governi alleati, che erano stati scettici sull'impegno del paese a combattere la Germania, iniziarono a riconoscere la Danimarca come alleato a pieno titolo.
Il segretario permanente del Ministero degli Affari Esteri, Nils Svenningsen, nel gennaio 1944 suggerì l'istituzione di un campo danese, al fine di evitare le deportazioni in Germania. Werner Best accettò questo suggerimento, ma a condizione che questo campo fosse costruito vicino al confine tedesco. Il campo di prigionia di Frøslev venne istituito nell'agosto 1944. La costruzione del campo aveva il solo scopo di tenere gli ebrei danesi e altri prigionieri all'interno dei confini della Danimarca.
La Gestapo aveva una fiducia limitata nella polizia danese, che aveva un totale di 10 000 membri; 1 960 di questi vennero arrestati e deportati in Germania il 19 settembre 1944.

## Economia
La Danimarca affrontò alcuni seri problemi economici durante la guerra. L'economia danese venne fondamentalmente danneggiata dall'aumento del costo delle importazioni di materie prime come carbone e petrolio. Inoltre, a quel punto la Danimarca perse il suo principale partner commerciale, il Regno Unito. Durante gli anni dell'occupazione l'economia danese era sempre più orientata a soddisfare le richieste tedesche, che significavano principalmente prodotti agricoli. Le autorità danesi presero parte attiva allo sviluppo e avviarono persino negoziati su un'unione doganale. Quei negoziati fallirono sulla questione se la corona danese dovesse essere abolita.
Il blocco contro la Germania colpì anche la Danimarca con sfortunati risultati. Poiché il paese non aveva praticamente risorse naturali proprie, era molto vulnerabile a questi traumi e carenze di prezzo. Il governo aveva previsto la possibilità di carenze di carbone e petrolio e ne aveva accumulate alcune scorte prima della guerra, il che, combinato con il razionamento, impedì che alcuni dei peggiori problemi potenziali arrivassero nel paese. Anche le interruzioni della rete commerciale europea furono dannose per l'economia, ma tutto sommato, la Danimarca fece abbastanza bene rispetto ad altri paesi durante la guerra.
Il paese, almeno alcune parti di esso, fece così bene che venne esposto all'accusa di approfittatore di guerra. Dopo la guerra ci furono alcuni sforzi per trovare e punire i profittatori, ma le conseguenze e la portata di questi processi furono molto meno gravi che in molti altri paesi, in gran parte un riflesso dell'accettazione generale della necessità realistica di cooperazione con la Germania. Nel complesso, sebbene il paese fosse andato relativamente bene, questa è solo una misura relativa. Phil Giltner ha scoperto che la Germania aveva un "debito" di circa 6,9 miliardi di kroner nei confronti della Danimarca nel suo complesso. Ciò significa che avevano prelevato molto di più dall'economia danese di quanto avevano investito, a parte gli effetti collaterali negativi della guerra al commercio. Il debito tedesco si era accumulato a causa di un accordo con la banca centrale danese, in base al quale le forze di occupazione tedesche potevano attingere a un conto speciale per pagare le bollette dei fornitori danesi. Anche le esportazioni in Germania vennero in gran parte regolate in questo modo. L'accordo venne concordato per paura che i soldati tedeschi si aiutassero senza pagare e per i conflitti che avrebbero potuto seguire. Significava anche che la banca centrale danese stava raccogliendo gran parte del conto per l'occupazione tedesca e che, di conseguenza, l'offerta di moneta aumentò drasticamente.

### La riforma monetaria postbellica
La Banca nazionale danese stima che l'occupazione abbia portato la stampa ad aumentare l'offerta di valuta dalla cifra prebellica di 400 milioni di kroner a 1 600 milioni, gran parte dei quali finì nelle mani di profittatori di guerra. Nel luglio 1945, due mesi dopo la liberazione della Danimarca, il Parlamento danese approvò una legge di emergenza che avviava una riforma valutaria, annullando tutte le vecchie banconote. Un piccolo numero di dipendenti della Banca nazionale aveva iniziato clandestinamente la produzione di nuove banconote alla fine del 1943. La produzione di nuove banconote avvenne all'insaputa delle forze tedesche dislocate presso la banca e nella primavera del 1945 lo stock di banconote della banca era sufficiente per avviare lo scambio. La legge richiesta venne approvata frettolosamente venerdì 20 luglio e pubblicata lo stesso giorno; inoltre chiuse tutti i negozi per il fine settimana. Entro lunedì 23 luglio, tutte le vecchie banconote vennero ufficialmente messe fuori legge come corso legale e qualsiasi banconota non dichiarata in banca entro il 30 luglio perderebbe il suo valore. Questa legge consentiva a qualsiasi danese di scambiare un totale di 100 corone in nuove banconote, senza fare domande. Sarebbe stato scambiato un importo fino a 500 corone, a condizione che il proprietario firmasse una dichiarazione scritta che ne spiegasse le origini. Qualsiasi importo superiore a questo livello sarebbe stato depositato in un conto in garanzia e rilasciato o scambiato solo dopo il controllo da parte dei funzionari fiscali che esaminavano la validità della dichiarazione della persona sulle origini di questa ricchezza. Vennero esaminati anche tutti i conti bancari esistenti. Scambi multipli di contanti da parte della stessa persona vennero evitati dal requisito che la valuta sarebbe stata cambiata solo a chiunque avesse anche consegnato una tessera annonaria specifica, precedentemente emessa in un contesto diverso, che non era stata ancora autorizzata per l'uso. Lo scambio produsse un significativo calo dell'offerta di valuta e circa il 20% della proprietà dichiarata di 3 000 milioni di corone non era stata precedentemente registrata dalle autorità fiscali. Le stime variavano per le quantità di valuta semplicemente distrutte dai suoi proprietari. Tutte le banconote emesse dalla data di cambio rimanevano valide a tempo indeterminato; quelli precedenti non erano validi.

## Le avversità e la fine della guerra

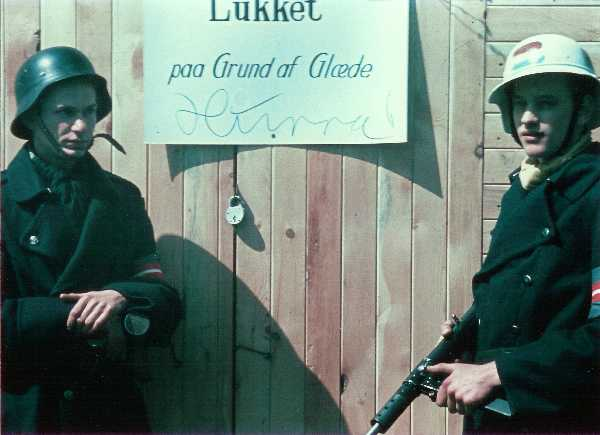
Chiuso per felicità. Due combattenti della resistenza danese sorvegliano un negozio mentre il proprietario festeggia la liberazione della Danimarca il 5 maggio 1945. L'uomo a sinistra indossa uno Stahlhelm tedesco catturato, quello a destra impugna un mitra Sten.

La maggior parte della Danimarca venne liberata dal dominio tedesco nel maggio 1945 dalle forze britanniche comandate dal feldmaresciallo Bernard Montgomery; l'isola più orientale di Bornholm venne liberata dalle forze sovietiche, che vi rimasero per quasi un anno. Il 5 aprile 1946 gli ultimi sovietici lasciarono Bornholm. La fine del dominio tedesco è in Danimarca conosciuta come Befrielsen (Liberazione).

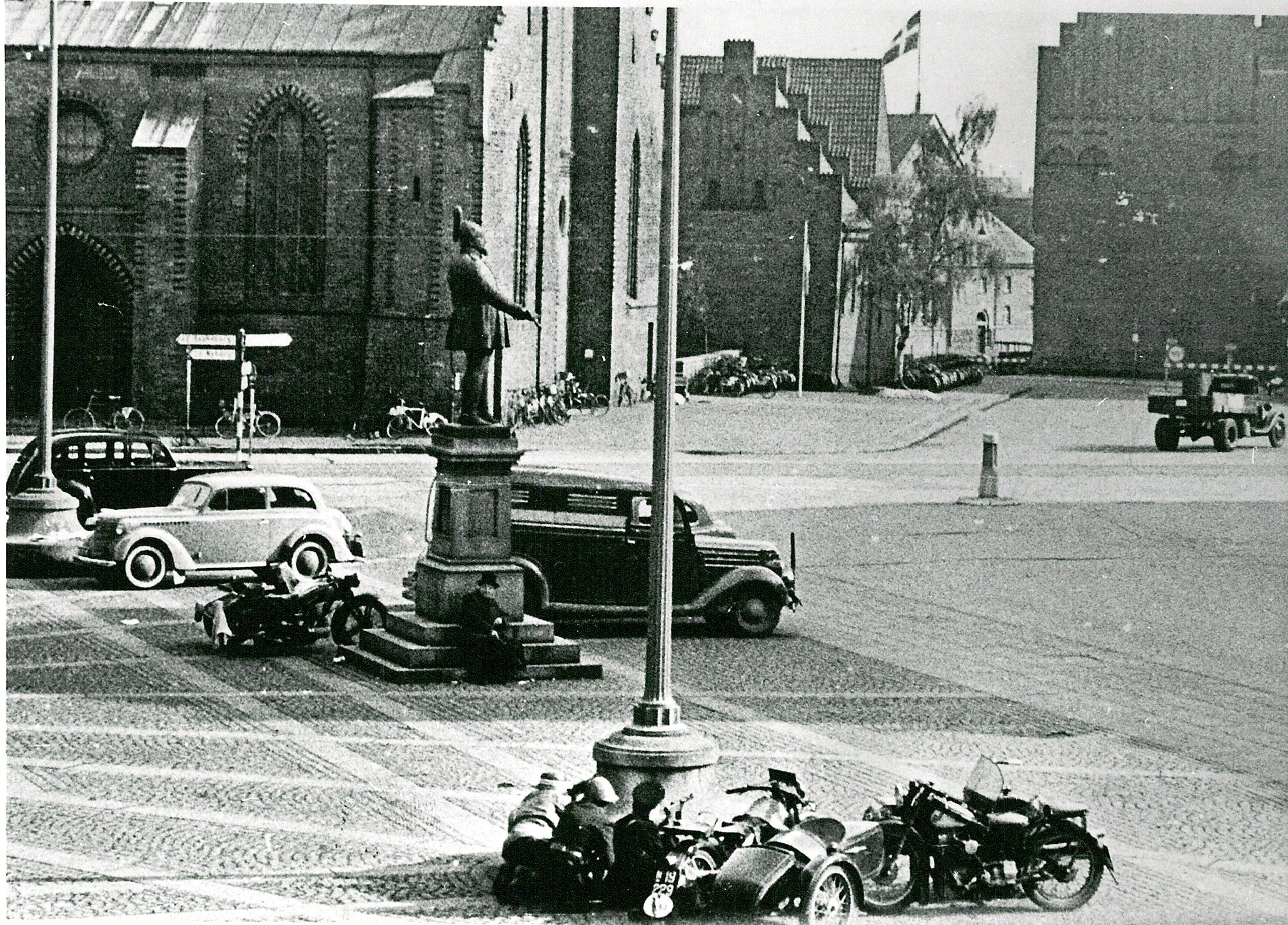
Combattenti della resistenza danese che combattono contro i soldati tedeschi, 5 maggio 1945. Flakhaven, Odense.

Anche se alla Danimarca vennero risparmiate molte delle difficoltà subite da altre aree d'Europa, la sua popolazione sperimentò ancora disagi, in particolare dopo che i tedeschi presero il potere nel 1943. Eppure, nel complesso, si può dire che la Danimarca abbia subito meno di tutti i combattenti europei dalla guerra. Molti vennero uccisi e imprigionati a causa del loro lavoro di resistenza alle autorità tedesche. Ci furono piccoli bombardamenti su obiettivi selezionati nel paese, ma niente di paragonabile a quello subito, ad esempio, dalla vicina Norvegia o dai Paesi Bassi. Un'area gravemente danneggiata fu l'isola di Bornholm, in gran parte a causa dei bombardamenti sovietici della guarnigione tedesca negli ultimi giorni della guerra.
Circa 380 membri della resistenza vennero uccisi durante la guerra: sono commemorati nel parco memoriale di Ryvangen. Circa 900 civili danesi vennero uccisi in vari modi: catturati durante le incursioni aeree, uccisi durante disordini civili o in uccisioni di rappresaglia, i cosiddetti omicidi di "sgombero". Trentanove soldati danesi vennero uccisi o feriti durante l'invasione e quattro vennero uccisi il 29 agosto 1943, quando i tedeschi sciolsero il governo danese. Alcune fonti stimano che circa 360 danesi siano morti nei campi di concentramento. I gruppi più numerosi di vittime furono tra i marinai mercantili danesi, che continuarono a operare durante la guerra, la maggior parte vittime dei sottomarini. Morirono circa 1 850 marinai. Poco più di 100 soldati morirono come parte delle forze alleate.

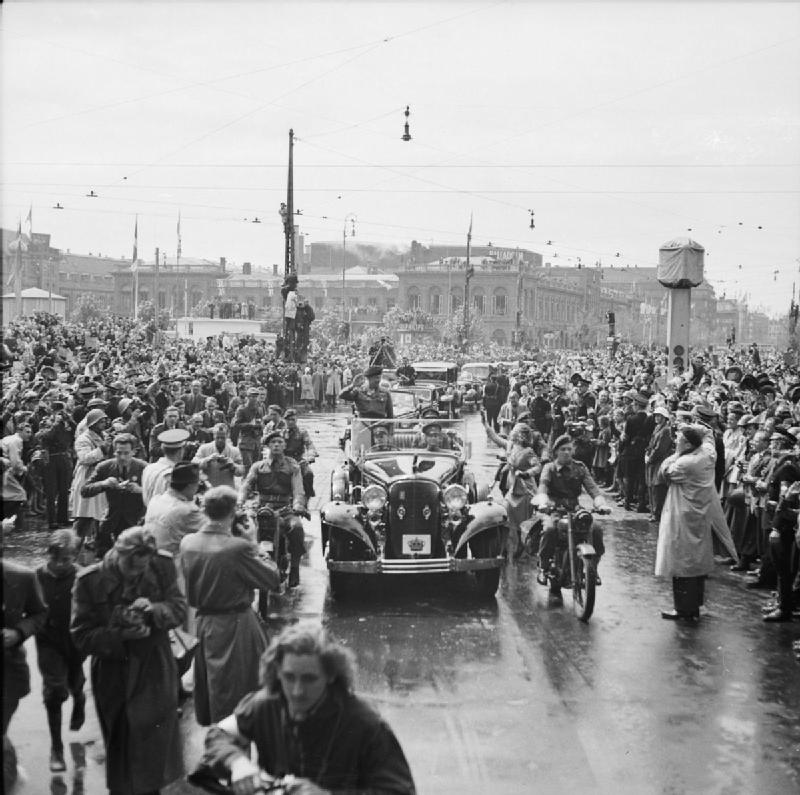
Migliaia di danesi fiancheggiano le strade mentre il feldmaresciallo Bernard Montgomery attraversa Copenhagen, 1945

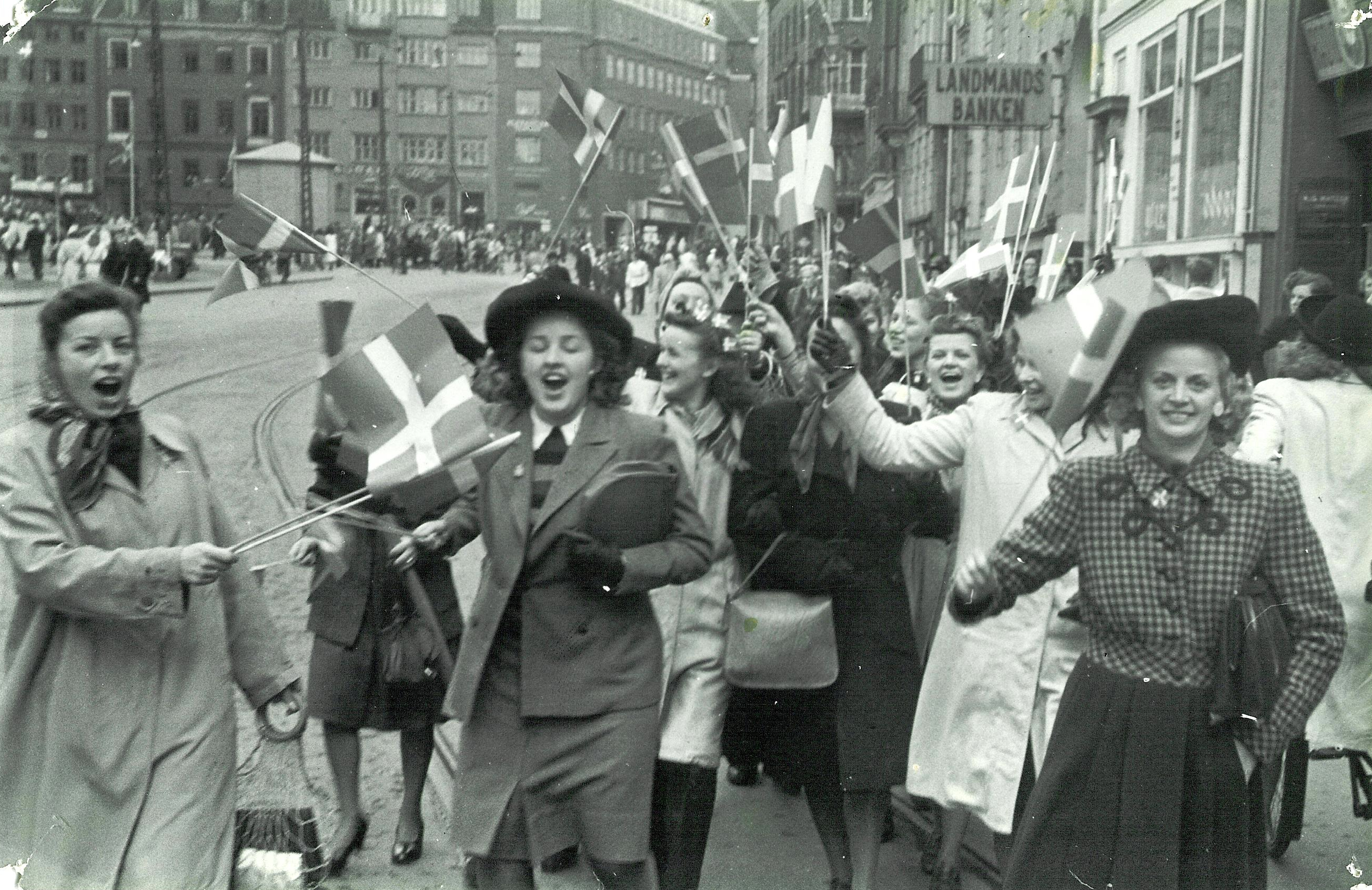
Gente festeggia la liberazione della Danimarca a Strøget a Copenaghen, 5 maggio 1945. La Germania si arrese due giorni dopo.

Circa 6 000 danesi vennero inviati nei campi di concentramento durante la seconda guerra mondiale, di cui ne morirono circa 600 (10%). Rispetto ad altri paesi, questo è un tasso di mortalità relativamente basso nei campi di concentramento.
Dopo la guerra, 40 000 persone vennero arrestate con l'accusa di collaborazionismo. Di questi, 13 500 vennero in qualche modo puniti. 78 ricevettero condanne a morte, di cui 46 vennero eseguite. La maggior parte ricevette pene detentive inferiori ai quattro anni. Molte persone criticarono il processo per aver vittimizzato in modo sproporzionato le "piccole" persone, mentre molti politici e aziende rimasero intatti. Una questione difficile era decidere cosa fare con i collaboratori che stavano essenzialmente "eseguendo gli ordini" che il loro stesso governo aveva dato loro, come i dirigenti aziendali che erano stati incoraggiati a lavorare con i tedeschi.
Sebbene alcuni membri della resistenza abbiano cercato di organizzare nuovi partiti politici dopo la guerra per rimodellare l'ordine politico in Danimarca, non furono in grado di farlo. L'unico partito che sembrò ricevere un impulso significativo dalla resistenza fu il Partito Comunista. I comunisti ricevettero circa un ottavo del voto popolare nelle elezioni dell'ottobre 1945.
Il 5 maggio 1945 la Danimarca era ufficialmente libera dal controllo tedesco. I cittadini di tutto il paese tolsero le tende nere che erano state usate per coprire le loro finestre durante i bombardamenti e ne fecero falò per le strade. I soldati alleati (per lo più soldati sovietici) vennero rilasciati dalle carceri di tutto il paese e sfilarono per le strade di Copenaghen, Aarhus e altre città. Ad Aarhus, giovani donne conosciute o che si credeva avessero avuto rapporti con soldati tedeschi vennero trascinate per le strade davanti a folle di persone e gli vennero tagliati la maggior parte dei capelli. Sarebbero state quindi costrette a marciare lungo la strada per essere umiliate.

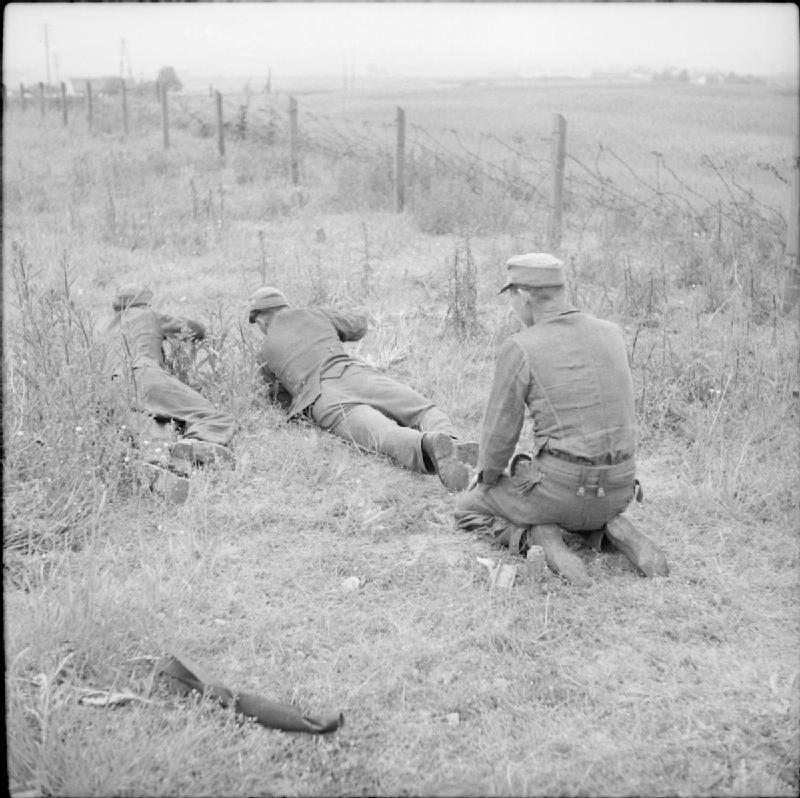
Prigionieri tedeschi ripuliscono un campo minato sulla costa occidentale dello Jutland.

Dopo la fine delle ostilità, oltre duemila prigionieri di guerra tedeschi vennero costretti a ripulire i vasti campi minati che erano stati posti sulla costa occidentale dello Jutland, quasi la metà di loro rimase uccisa o ferita nel processo. Come parte di un controverso accordo raggiunto dal generale tedesco Georg Lindemann, il governo danese e le forze armate britanniche, i soldati tedeschi con esperienza nel disinnescare le mine sarebbero stati incaricati di ripulire i campi minati.

## Rifugiati tedeschi
Nelle ultime settimane di guerra, tra il 9 febbraio e il 9 maggio, diverse centinaia di migliaia di profughi tedeschi fuggirono attraverso il Mar Baltico, in fuga dall'avanzata dell'esercito sovietico. Per la maggior parte, i profughi provenivano dalla Prussia Orientale e dalla Pomerania. Molti dei rifugiati erano donne, bambini o anziani. Molti erano malnutriti, esausti o gravemente malati. Un terzo dei rifugiati aveva meno di 15 anni.
Le autorità tedesche concessero ai rifugiati uno status privilegiato, sequestrando scuole danesi, chiese, hotel, fabbriche e strutture sportive per alloggi per rifugiati. Allo stesso tempo, migliaia di danesi vennero deportati nelle prigioni e nei campi di concentramento tedeschi. Il terrore tedesco contro i combattenti della resistenza danese ed i civili aumentò negli ultimi mesi. Il sentimento generale tra i danesi vedeva l'arrivo dei profughi come una nuova, violenta occupazione tedesca.
Al momento della capitolazione tedesca c'erano circa 250 000 rifugiati tedeschi in Danimarca. Già alla fine di aprile le autorità militari tedesche sembravano aver perso il controllo della situazione; molti rifugiati non avevano cibo, i malati non venivano curati, la mortalità era alta ed i cadaveri non sepolti venivano immagazzinati in magazzini e cantine, sebbene questo fosse il risultato di diverse priorità nei negoziati sugli aiuti tra le autorità tedesche e danesi. I negoziatori danesi, guidati dal segretario di stato Nils Svenningsen, sarebbero stati d'accordo solo a condizione che circa 4 000 cittadini danesi, principalmente poliziotti, che erano detenuti nei campi di concentramento tedeschi, fossero stati liberati. Le autorità tedesche, d'altra parte, sarebbero stati d'accordo solo se quei poliziotti avessero preso parte attiva alla sconfitta della resistenza danese.
Alla capitolazione, l'amministrazione dei rifugiati venne consegnata alle autorità danesi. I rifugiati vennero gradualmente spostati da oltre 1 000 località più piccole a campi di nuova costruzione o precedenti caserme militari tedesche, alcune delle quali ospitavano oltre 20 000 rifugiati. Il più grande dei campi, il campo profughi di Oksbøl, a Oksbøl sulla costa occidentale dello Jutland, ospitava 37 000 rifugiati. I campi vennero collocati dietro filo spinato e sorvegliati da personale militare per evitare contatti con la popolazione danese.
In alcuni campi le razioni di cibo erano scarse e le cure mediche inadeguate. Solo nel 1945 morirono più di 13 000 persone, tra cui circa 7 000 bambini sotto i cinque anni. La situazione fu peggiore nei mesi immediatamente precedenti e successivi alla capitolazione, quando gli ospedali e i medici danesi erano riluttanti a curare i rifugiati tedeschi. La ragione di ciò non era solo il risentimento antitedesco, ma anche la mancanza di risorse, il tempo necessario per ricostruire le strutture amministrative e la paura delle malattie epidemiche che erano molto diffuse tra i rifugiati. Invece, le autorità danesi istituirono un sistema medico interno al campo con personale medico tedesco che impiegò del tempo per funzionare adeguatamente. Nei campi c'era l'istruzione scolastica per i bambini fino al livello secondario superiore, il dovere lavorativo per gli adulti, circoli di studio, teatro, musica e giornali tedeschi autoprodotti. Dopo l'inadeguatezza iniziale, le razioni alimentari divennero più sufficienti.
Il 24 luglio 1945, le forze di occupazione britanniche, contrariamente alle aspettative danesi, decisero che i profughi dovessero rimanere in Danimarca fino a quando la situazione in Germania non si fosse stabilizzata. I primi rifugiati tornarono in Germania nel novembre 1946 e gli ultimi nel febbraio 1949. Pochissimi rimasero definitivamente in Danimarca.

## Eredità

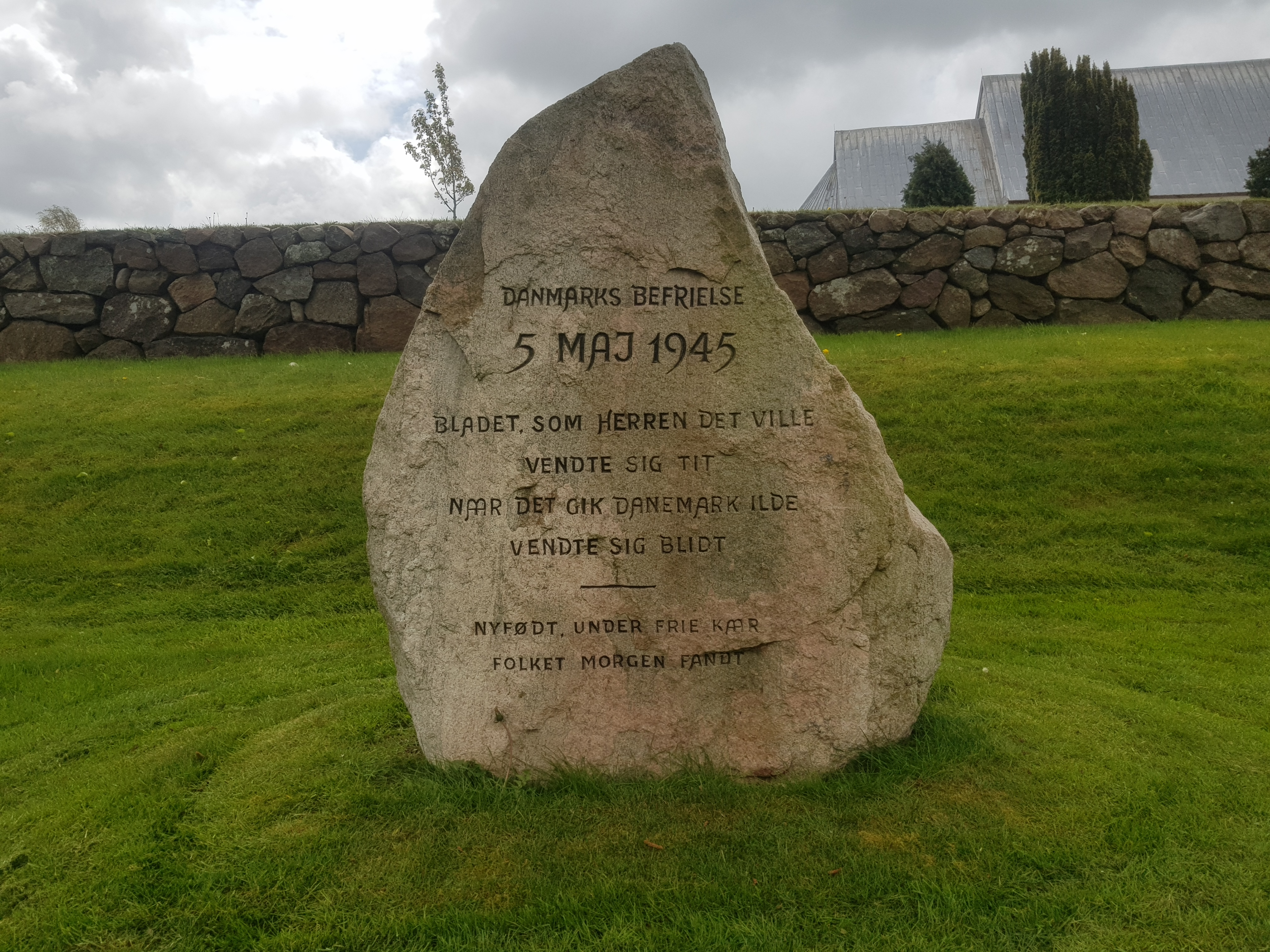

La politica del governo, chiamata samarbejdspolitikken (politica di cooperazione) è una delle questioni più controverse della storia danese. Alcuni storici sostengono che la politica relativamente accomodante che non resistette attivamente all'occupazione fosse l'unico modo realistico per salvaguardare la democrazia e il popolo danese. Tuttavia, altri sostengono che l'accomodamento sia stato portato troppo oltre, sia stato unicamente conforme rispetto ad altri governi democratici in Europa e non possa essere visto come parte di una strategia coerente a lungo termine per proteggere la democrazia in Danimarca o in Europa. Nel 2003 il primo ministro danese Anders Fogh Rasmussen definì la cooperazione come "moralmente ingiustificabile", l'unica volta che un leader danese condannò la leadership dell'era della guerra, anche se gli oppositori di Anders Fogh Rasmussen lo interpretarono come una giustificazione delle sue stesse ambizioni, in relazione all'invasione dell'Iraq nel 2003.